# Honda Civic Type-R
El Honda Civic Type R (ホンダ・シビックタイプR Honda Shibikku Taipuāru?) es una versión de automóvil deportivo más radical del Honda Civic, producido por el fabricante japonés Honda Motor Co., Ltd. desde 1997. Cuenta con una carrocería más ligera y rígida, motorización especialmente modificada, mejores frenos y chasis. También se utiliza el color rojo en el interior para darle una distinción deportiva especial y para separarlo de otros modelos de Honda. En Japón, una serie de diseño de coches Type R, se preparó para competir en un campeonato para muchos aspirantes a pilotos de carreras.
El diseño de la cuarta generación se mantenía "camuflado", pero del apartado mecánico y rendimiento se comunicó que estaba siendo puesto a prueba como parte de un extenso programa que se realizaba a entre el circuito de Nürburgring en Europa y Japón, antes de su lanzamiento en 2015.

## Primera generación (1997-2000)

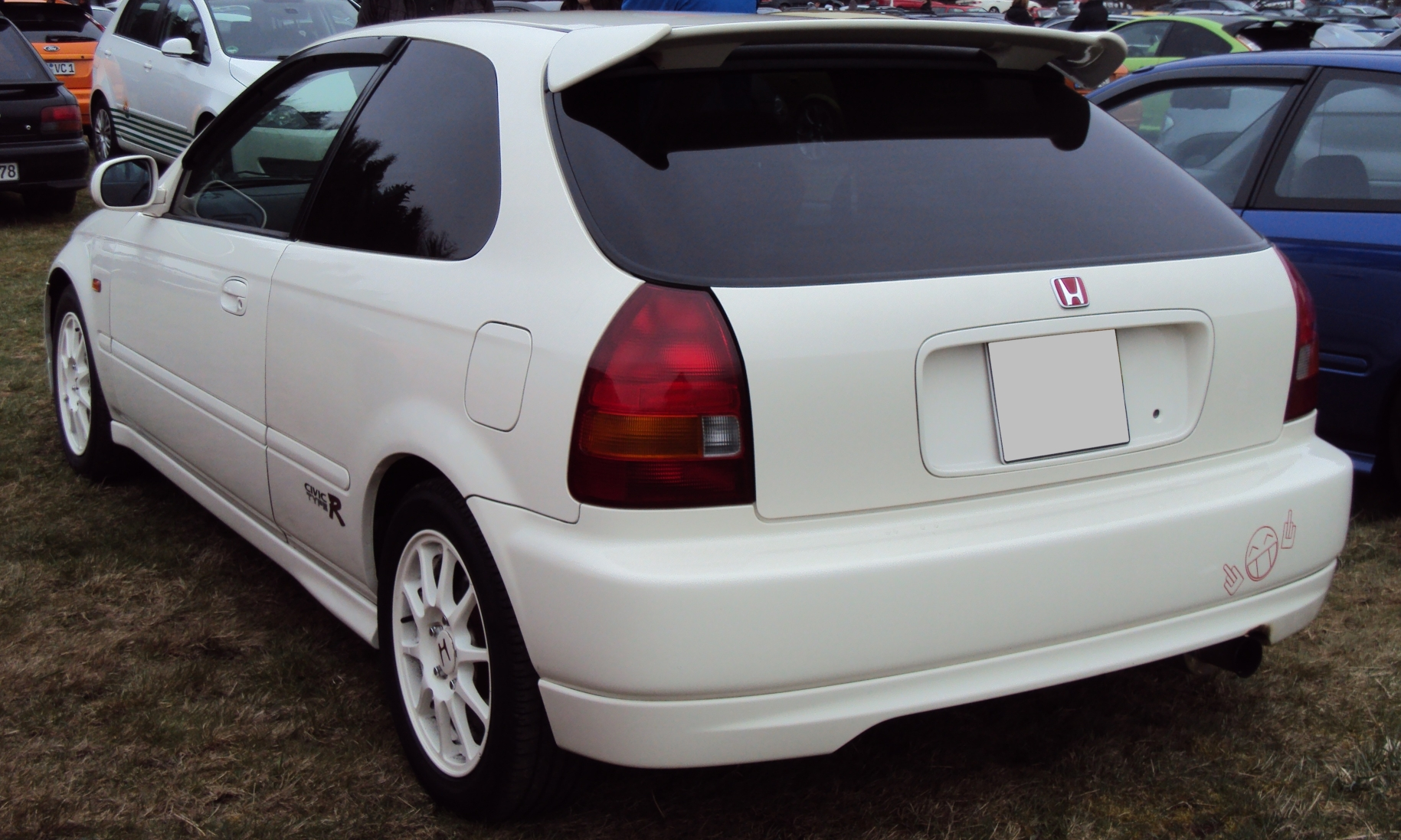
Vista trasera

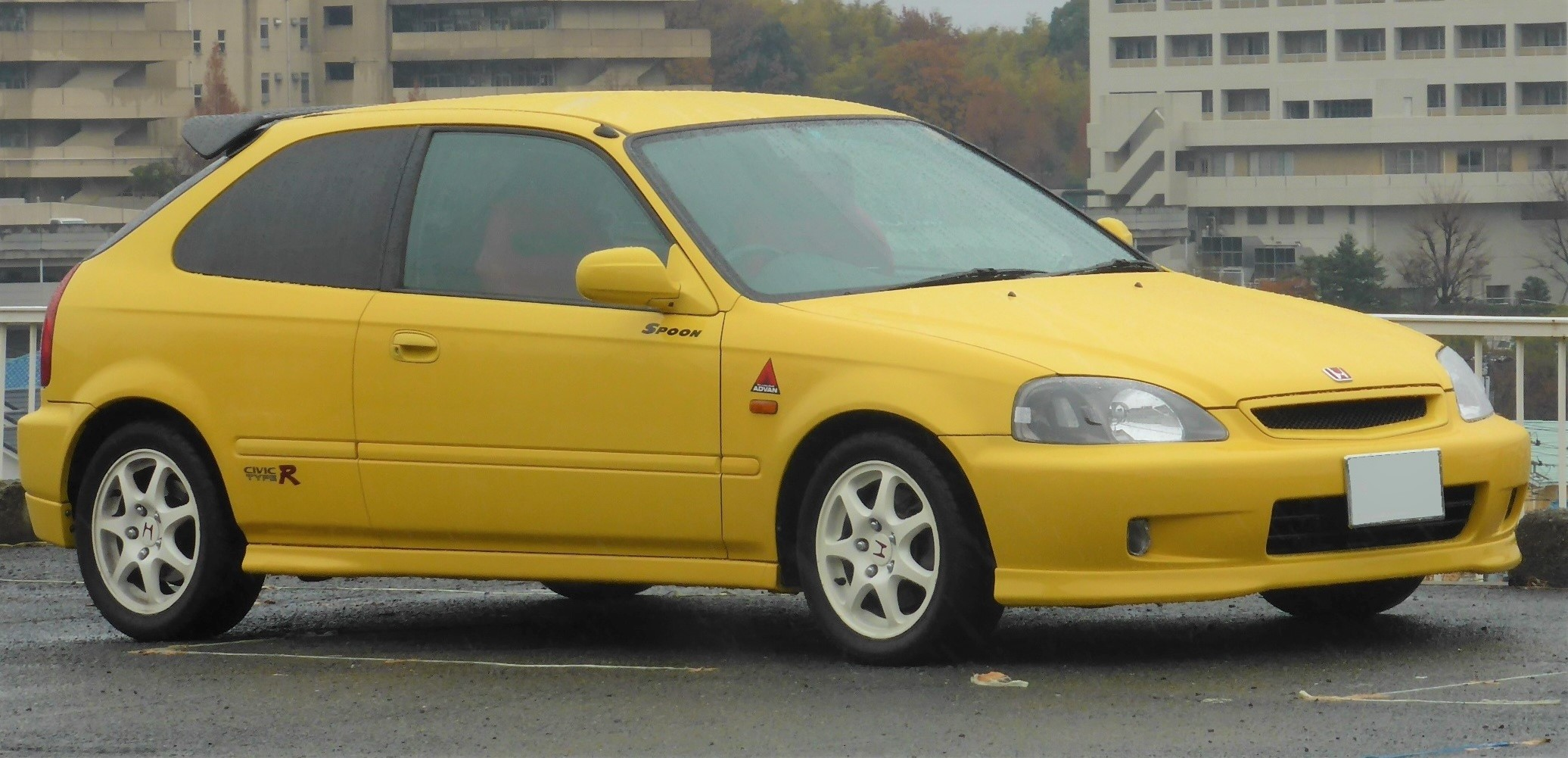
Rediseño de 1998-2000

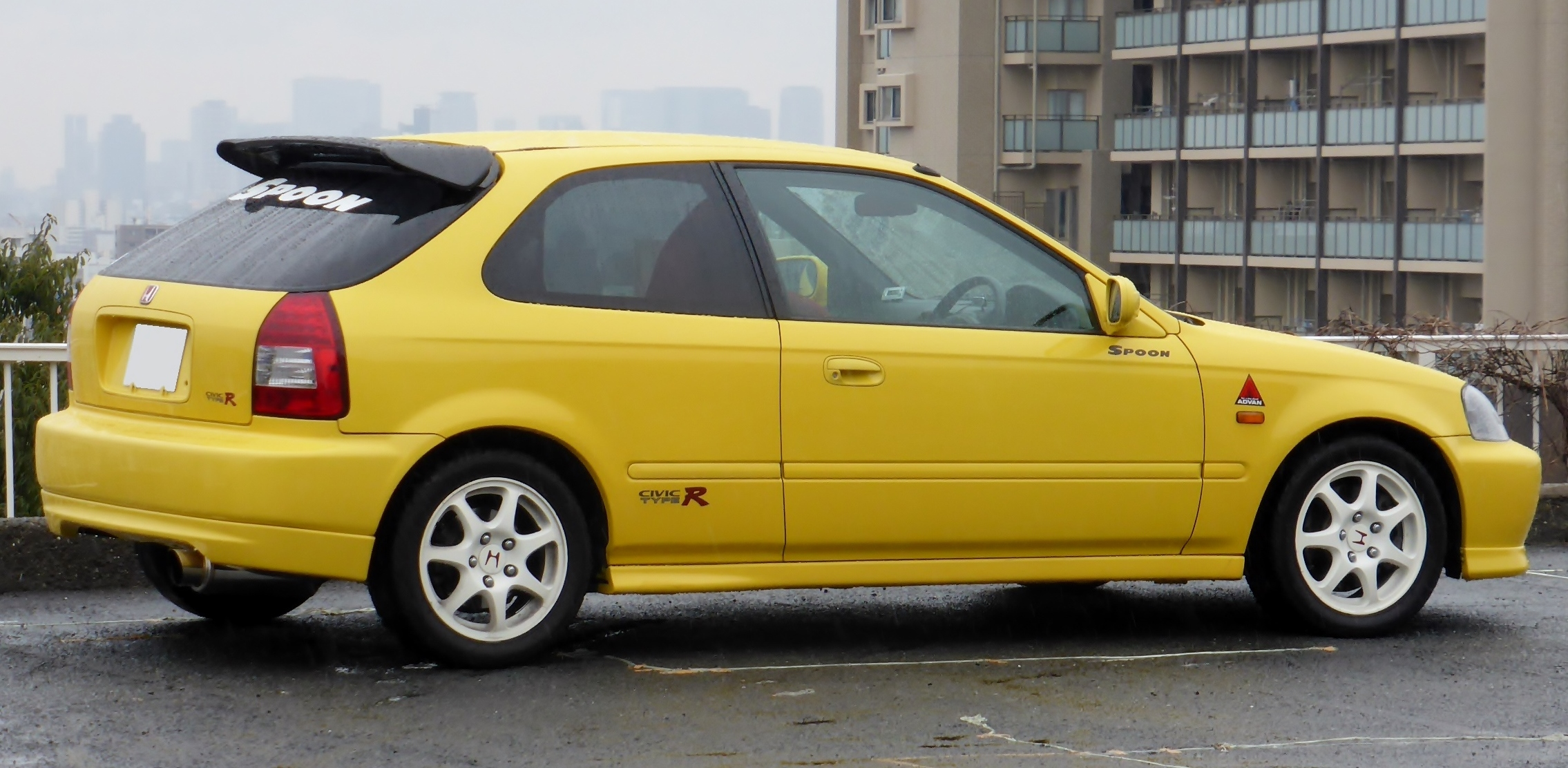
Vista lateral-trasera

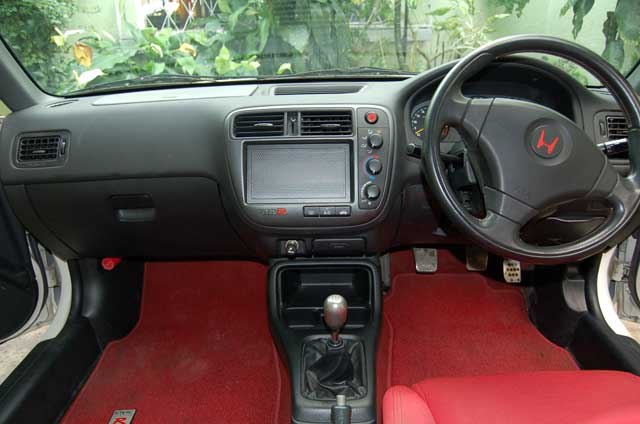
Interior del modelo 1999

Su filosofía no consiste en ser el modelo de referencia de su sector en cuanto a rapidez y potencia, sino en hacer una máquina precisa en cuanto a conducción técnica se refiere y, a la vez, emocionante. Para conseguir este resultado, cada Type R debe responder a ciertos criterios clave:
- Competición: Que cada unidad proporcione una conducción estimulante, similar a la de pilotar un automóvil de carreras.

- Implicación: El conductor debe responder e implicarse en todo, desde el sonido, sensibilidad de dirección y maniobrabilidad, es decir, debe sentirse parte del vehículo.

- La velocidad no basta: Parte de la experiencia que transmite un Type R es conducir a alta velocidad, pero no lo es todo, ya que también debe ser superior a la competencia en otros apartados como el cambio de marchas, el frenado, la dirección y el control.

- Pureza: La experiencia de conducir un vehículo no debería estar interferida por accesorios molestos o por aislamientos sonoros que podrían reducir la implicación del conductor.

El primer Civic en recibir el nombre 'Type R' estaba basado en el Civic de sexta generación (EK). El modelo base usado fue el Civic JDM de 3 puertas hatchback llamado SiR, cuyo nombre en código es EK4. Al igual que su hermano mayor el Integra Type R DC2/JDM DB8, la transformación del Civic SiR en Type R se logró mediante el trabajo en mejorar a la idea de un coche capaz de ofrecer un alto rendimiento en circuito. El primer Civic en recibir la insignia Type R, se presentó el 22 de agosto de 1997 como EK9, el cual compartía muchas características comunes con el Integra DC2, tales como la omisión de insonorización y otras medidas de reducción de peso.
La caja de cambios era exactamente la misma, con las mismas relaciones de cambio incluso que la del Integra Type-R, una caja rápida, precisa y con las relaciones de cambio muy cerradas. Montaba un diferencial delantero de deslizamiento limitado helicoidal. Por primera vez se utilizó una soldada de chasis monocasco para mejorar la rigidez. Por primera vez los bujes pasaron a ser de cinco tuercas de 4x100 a 5x114.
Contaba con la misma motorización que la de su hermano de saga: el Integra, pero esta vez para poder homologar el coche para la categoría N1, que eran carreras de máxima preparación de motores atmosféricos de hasta 1600 cm³, se le redujo la cilindrada hasta los 1595 cm³ (1,6 L; 97,3 plg³), aunque si no se quería competir con él, Honda lo reconvertía en 1.8 litros, por unos US$900, algo que fue bastante habitual. De cualquier modo, desarrollaba 185 CV (182 HP; 136 kW) a las 8200 rpm, lo que le convertía en el que probablemente haya sido la planta motriz de producción masiva de 1.6 litros más potente y excitante que se hayan construido jamás. Como detalle revelador, el par máximo 16,3 kg·m (160 N·m; 118 lb·pie) lo entregaba a las 7500 rpm, es decir, la zona teóricamente de utilización entre par máximo y potencia máxima, que era de apenas 700 rpm. Poco menos que un interruptor de todo/nada de no ser por la distribución de válvulas variable que conseguía una zona media/baja aceptable. El corte de inyección (línea roja) estaba en las 8400 rpm.
Respecto al diseño exterior, la mayoría de los Civic que salían de la fábrica eran en color blanco NH1 “Grand Prix White”, aunque al final de su ciclo de vida también se pudo adquirir en amarillo y negro, con rines en blanco. Además de esto, recibía unas ligeras modificaciones más, tales como añadidos en ambas defensas y un alerón que le denotaban mayor agresividad y el fondo de los faros delanteros en negro para darle un toque de distinción. Se anulaba el limpiaparabrisas trasero y se incluían cristales entintados traseros. La parrilla de reborde cromado se sustituía por una tipo panal de plástico. Finalmente, el emblema delantero se colocaba en el cofre, además tanto el delantero como el trasero traían fondo rojo y se colocaban dos calcomanías "Type R" en los laterales.
En el interior, se instalaron unos asientos deportivos Recaro, paneles de puerta, moqueta de suelo y alfombrillas rojas, estas últimas con el estampado "Type R", manija de titanio y volante firmado por MOMO. En septiembre de 1998, el Type Rx se introdujo con un reproductor de CD, espejos eléctricos retráctiles del color de la carrocería, elevalunas eléctricos, climatizador, cierre centralizado, pedales deportivos de aluminio y un panel central de carbono. La insignia "SiR" de las dos últimas generaciones fue cedida al Civic EK4.
| Distribución                          | DOHC 4 válvulas x cilindro (16 en total), con VTEC |
| Alimentación                          | Inyección PGM-FI, atmosférico                      |
| Sistema de lubricación                | Cárter húmedo                                      |
| Capacidad del depósito de combustible | 45 litros (11,9 galAm)                             |
| Línea roja                            | 8400 rpm                                           |
| Diámetro x carrera                    | 81 x 77,4 mm (3,19 x 3,05 pulgadas)                |
| Relación de compresión                | 10.8:1                                             |
| Potencia máxima                       | 185 CV (182 HP; 136 kW) @ 8200 rpm                 |
| Par máximo                            | 16,3 kg·m (160 N·m; 118 lb·pie) @ 7500 rpm         |

## Segunda generación (2001-2005)

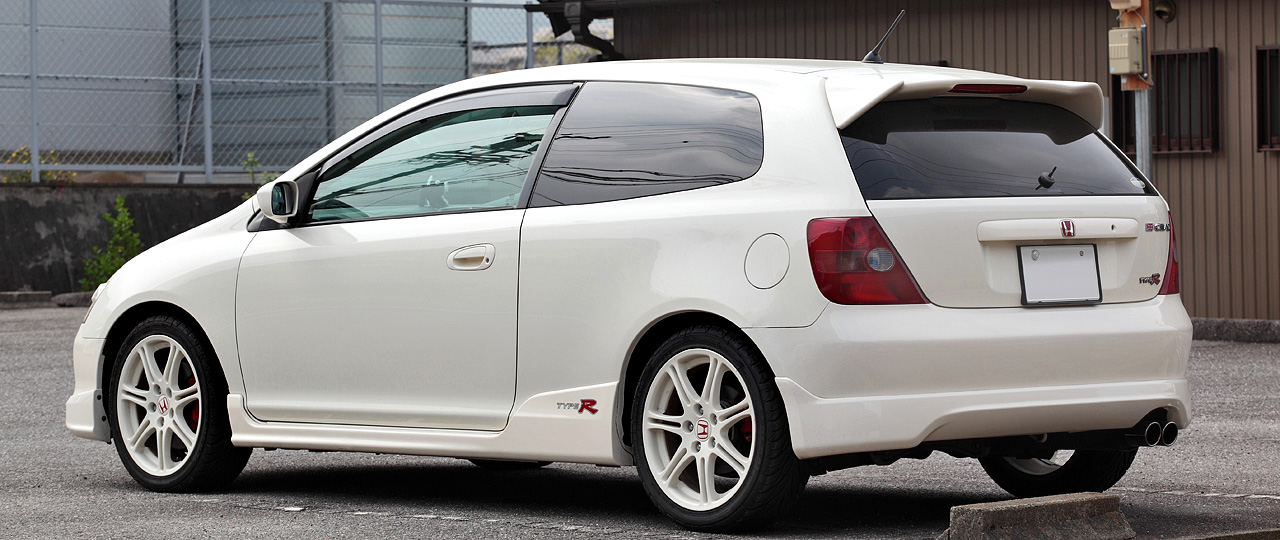
Modelo 2001-2003

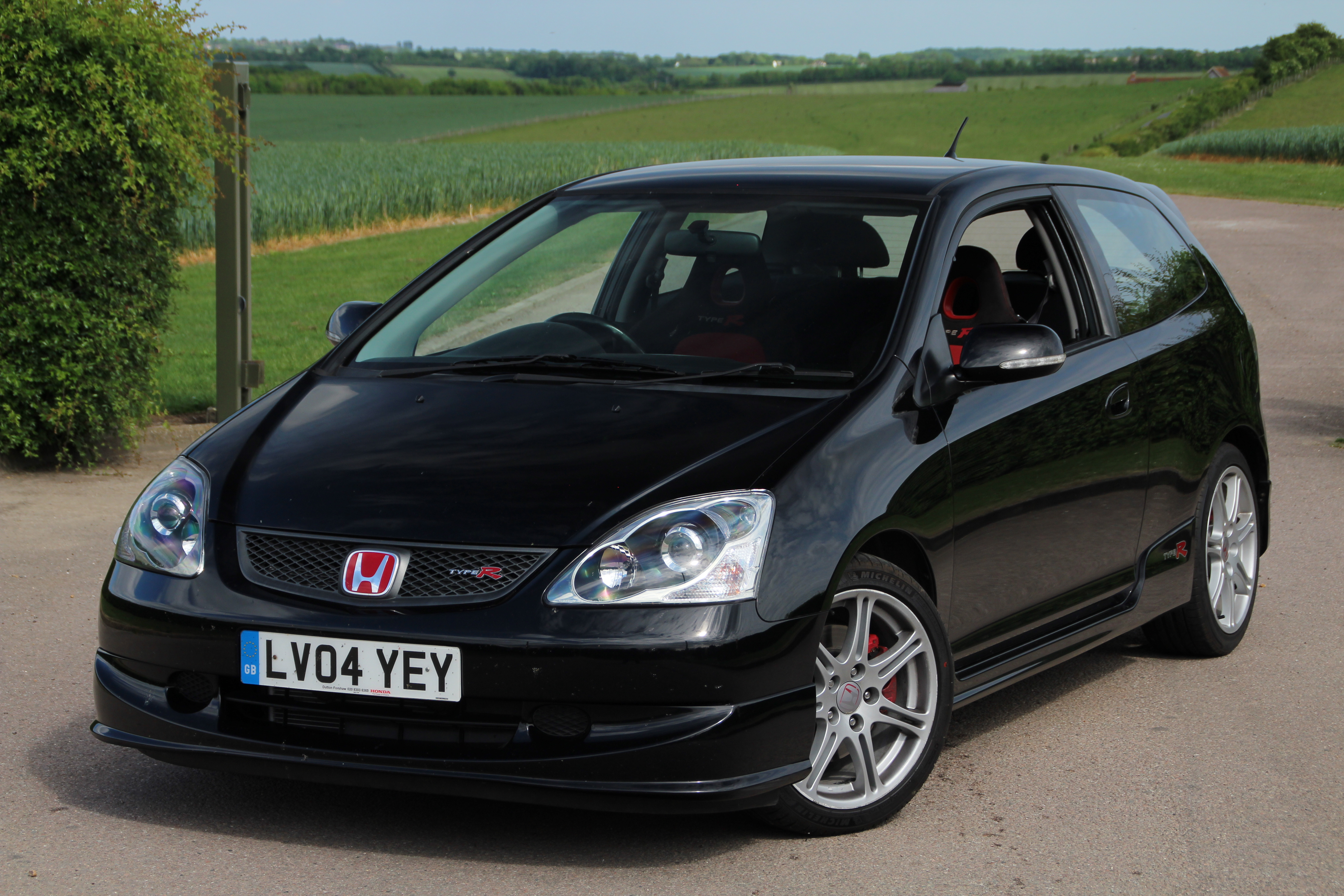
Rediseño de 2004

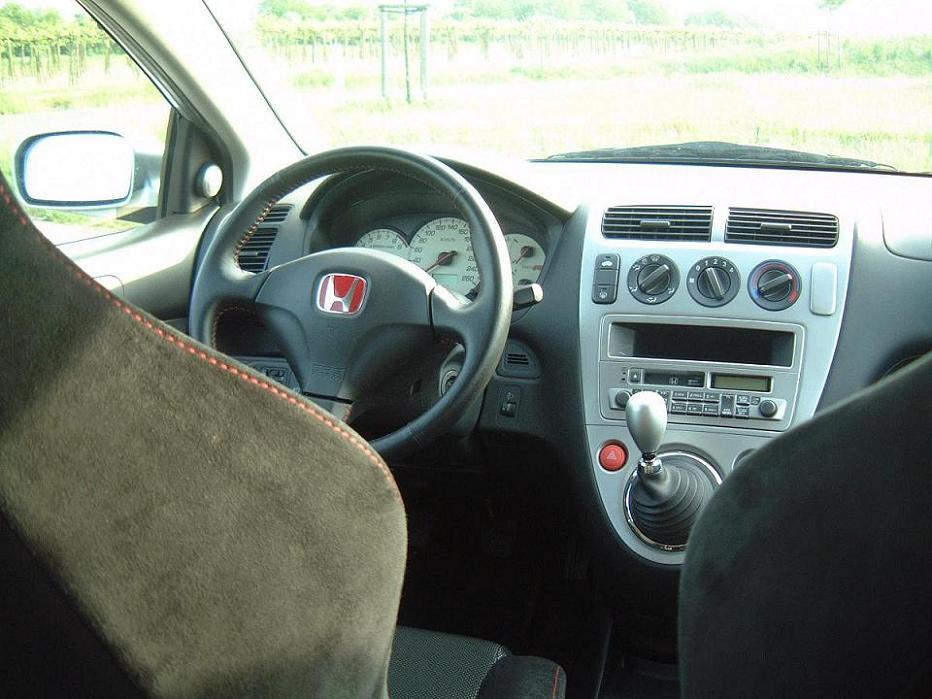
Interior

En 2001, se presentó un nuevo Type R basado en el Civic de la séptima generación (EP3), como un único hatchback de tres puertas para el mercado del Reino Unido, que fue fabricado en Swindon, Inglaterra. Este Civic Type R European Domestic Market (EDM), ofrecía un cuatro cilindros de 1998 cm³ (2 L; 121,9 plg³) K20A2 i-VTEC con 200 CV (197 HP; 147 kW), acoplado a una transmisión manual de relación cerrada de seis velocidades y frenos mejorados, pero no se incluyen algunas de las otras características de gama alta, como el diferencial de deslizamiento limitado helicoidal y asientos Recaro rojos de carreras, que eran estándar en el EK9. Sin embargo, Honda comercializó una versión del EP3 para el Japanese domestic market (JDM), que fue fabricado exclusivamente en Swindon, Reino Unido y enviado a Japón, mismo que conservó el diferencial de deslizamiento limitado helicoidal y los asientos Recaro. Otras diferencias que se incluían eran un chasis más orientado a pista, en comparación con la versión Europea, conjunto del cigüeñal totalmente equilibrado con diferente colector de admisión, sistema de escape mejorado, árbol de levas de mayor apertura, pistones de alta compresión, volante de inercia tratado al cromo-molibdeno y computadora reprogramada. Con estos cambios, se logró un aumento de potencia, siendo en total hasta los 215 CV (212 HP; 158 kW) con la misma motorización K20A i-VTEC. Todos los K20A Type-R de los Civic JDM fueron construidos en Japón y enviados a la planta de Swindon para su instalación. El EP3 JDM estaba disponible en el tradicional color "Championship White" (blanco), mientras que el EDM no lo disponía.
El EP3 EDM fue aclamado por periodistas en el Reino Unido, ganando el "Hot Hatch del año" otorgado por Top Gear, Fifth Gear y What Car?. Así, se convirtió en una alternativa popular para los conductores jóvenes, generando exitosas cifras de ventas. La versión 2001 también indicó el regreso de Honda a la Fórmula 1, después de casi diez años como proveedor de motores a los equipos Jordan Grand Prix y BAR. Esto condujo a una remontada en toda regla dedicando trabajos del equipo oficial de F1 en 2005 con Honda, ganando la plena propiedad de la British American Racing.
En 2004 el éxito Type R se vio actualizado con muchas mejoras: dirección asistida eléctrica (EPS) revisada con dirección más rápida, revisados ajustes de suspensión, faros proyector, ya que el JDM venia equipado con halógenos solamente, mientras que el EDM con una opción para lámpara de descarga de alta intensidad (HID), embrague y volante de inercia más ligero, entre otras. Basado en la filosofía de Honda, este rediseño de modelo iba dirigido para abordar la retroalimentación de clientes y críticos con el subviraje al límite, debido a la configuración frontal MacPherson, a la respuesta de la dirección insensible y a la falta de esfuerzo de torsión bajo.
El precio del Type R (EP3) de 2001 en el Reino Unido era de 23 100 £. Sus emisiones de CO2 eran de 212 g (7,5 onzas)/km.
Rendimiento (todas las cifras son del fabricante)
- 0 a 60 mph (97 km/h) en 5.8/6.5 segundos (JDM/EDM pre rediseño); 5.8/6.4 segundos (JDM/EDM post rediseño)
- 0 a 100 mph (161 km/h) en 15.1/16 segundos (JDM/EDM post rediseño)
- Velocidad máxima 227 km/h (141 mph) / 235 km/h (146 mph) (JDM/EDM)[8]

### Edición Especial 30.º Aniversario
En 2003, Honda decidió celebrar los 30 años de producción del Civic, ofreciendo una edición especial 30.º Aniversario del Type-R EDM. Contaba con asientos deportivos especiales rojos del fabricante Recaro, aire acondicionado, volante de cuero MOMO, alfombrillas y paneles de puertas rojas y cristales traseros entintados. Estaban disponibles en colores Nighthawk Black (negro), Satin Silver (plateado) y Milano Red (rojo). Solamente 300 de estos modelos fueron producidos, 100 en cada uno de los tres colores.

### Edición Especial Premier
En 2005 se presentó la edición Premier que tenía asientos Recaro Trendline, similares a los encontrados en la edición aniversario, solamente que en rojo y negro en vez de rojo completo, de un tono más oscuro de la tela en las secciones centrales de los asientos traseros, volante Momo, alfombrillas roja, emblema "Type R" en relieve en las pinzas de freno delanteras y cristales tintados en las ventanas traseras. Estos estaban disponibles en Milano Red, Nighthawk Black, Cosmic Grey (gris) y Satin Silver.

### C Package
En 2004 se presentó la opción "C Package" con un precio de 330 000 ¥, como línea adicional a las opciones del mercado japonés, que incluía un color adicional, Satin Silver Metallic, iluminación HID, cristales entintados traseros, climatizador y sensor de temperatura exterior.
| Distribución                          | DOHC 4 válvulas x cilindro (16 en total), con i-VTEC                                            |
| Alimentación                          | Inyección PGM-FI, atmosférico                                                                   |
| Sistema de lubricación                | Cárter húmedo                                                                                   |
| Capacidad del depósito de combustible | 50 litros (13,2 galAm)                                                                          |
| Diámetro x carrera                    | 88 x 86 mm (3,46 x 3,39 pulgadas)                                                               |
| Relación de compresión                | 11.0:1 (EDM) 11.5:1 (JDM)                                                                       |
| Potencia máxima                       | 200 CV (197 HP; 147 kW) @ 7400 rpm (EDM) 215 CV (212 HP; 158 kW) @ 8000 rpm (JDM)               |
| Par máximo                            | 20 kg·m (196 N·m; 145 lb·pie) @ 5900 rpm (EDM) 20,6 kg·m (202 N·m; 149 lb·pie) @ 7000 rpm (JDM) |

| 1.ª   | 2.ª  | 3.ª   | 4.ª   | 5.ª   | 6.ª  | Reversa | Final |
| ----- | ---- | ----- | ----- | ----- | ---- | ------- | ----- |
| 3.266 | 2.13 | 1.517 | 1.212 | 0.972 | 0.78 | 3.583   | 4.764 |

## Tercera generación (2007-2010)
La tercera generación del Civic Type R se ofrecía en dos formas distintas: una desarrollada para el mercado europeo y otra para el mercado interno japonés, coincidiendo con la disponibilidad del Civic de la octava generación.

### Chasis FD2 (versión asiática)

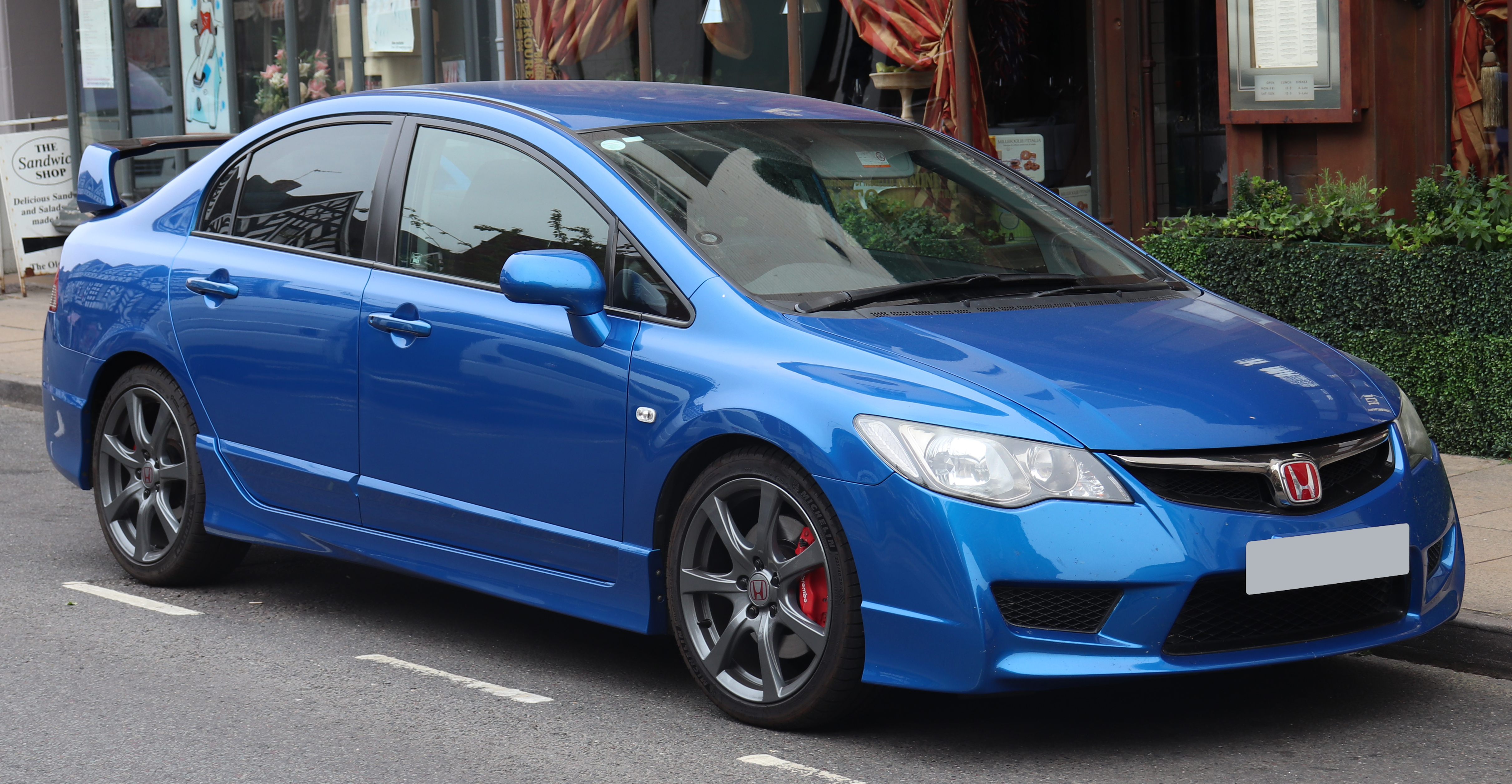
FD2 de 2008

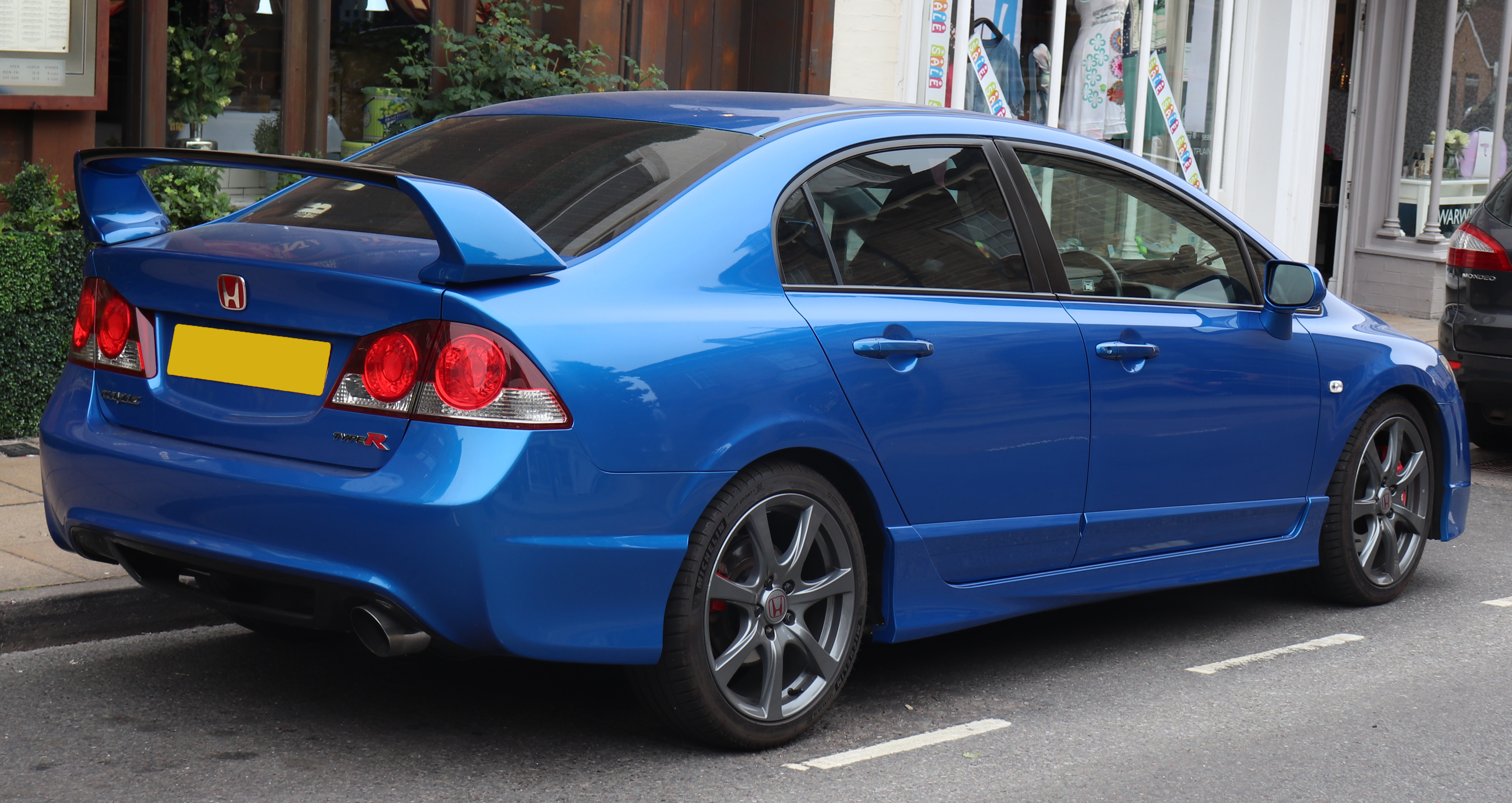
Vista trasera

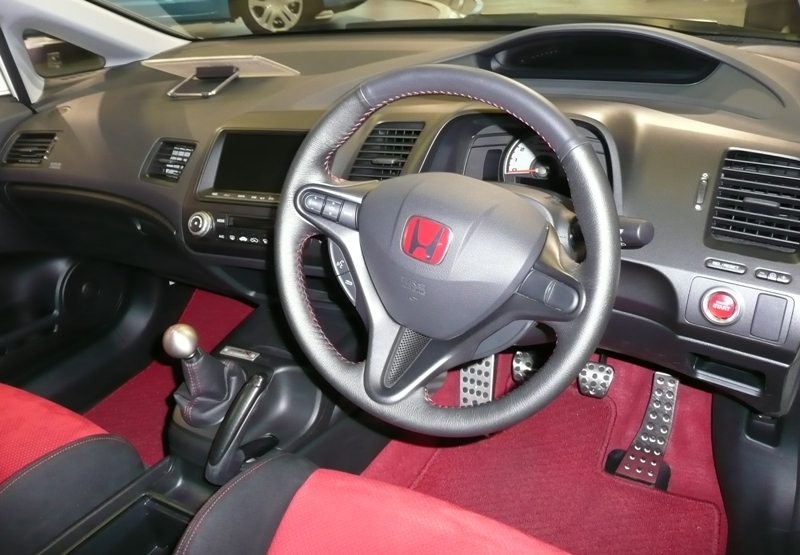
Interior

El modelo del mercado japonés salió a la venta el 30 de marzo de 2007. Por primera vez, el Civic JDM se vendió como sedán de cuatro puertas en lugar de un tres puertas. Utilizando el modelo japonés de cuatro puertas como base, significa que el nuevo Type R era más grande, ancho y pesado. Más importante todavía, la distancia entre ejes había crecido de 2570 a 2700 mm (101,2 a 106,3 pulgadas), dando al FD2R una posición más estable en curvas a alta velocidad. La potencia de su motorización era mayor que el de la versión europea, con 225 CV (222 HP; 165 kW) a las 8400 rpm y 215 N·m (159 lb·pie) de par máximo a las 6100 rpm, frente a 201 CV (198 HP; 148 kW) a las 7800 rpm y 193 N·m (142 lb·pie) a las 5600 rpm para el modelo europeo. El motor de base se tomó del Accord Euro R CL7 con un mayor colector de admisión. Se realizaron cambios en el bloque del motor en términos de puntos de montaje de las piezas secundarias, por lo que es diferente al K20A anterior. Se implantaron las nuevas tecnologías, tales como el acelerador drive-by-wire y el porteo de las válvulas de admisión, utilizando técnicas del NSX. Según el fabricante, la potencia aumenta 10 CV (7,4 kW). La unidad está acoplada a una caja de cambios de relación cerrada de seis velocidades y un diferencial de deslizamiento limitado helicoidal de serie. Los frenos de disco delanteros aumentados tomados de los DC5R 300 mm (11,8 pulgadas), pasaron a 320 mm (12,6 pulgadas) equipando pinzas de 4 pistones firmados por Brembo. El tamaño de los rines creció a 225/40 R18 pulgadas (45,7 cm), con neumáticos Bridgestone Potenza RE070.
Honda aseguraba que el chasis era un 50% más rígido que el anterior Integra DC5 y el nuevo modelo contaba con una suspensión trasera independiente, en lugar de la configuración de barra de torsión utilizado en la última versión Europea. Para ahorrar peso, el aluminio se usaba mucho y las uniones eran con adhesivo en lugar de soldadura. Aunque el chasis era más grande y rígido que el Integra Type R, solamente era 1,8 kg (4 libras) más pesado.
En el exterior, la defensa delantera es diferente de la estándar, diseñada aerodinámicamente. La defensa trasera cuenta con un difusor integrado y completando el paquete aerodinámico con un enorme alerón trasero. En el interior, los asientos tipo baquet en negro y rojo ya no se fabricaban por Recaro como en versiones anteriores, ya que estaban diseñados por Honda. También se había ido el volante MOMO, reemplazado por uno de Honda. El conocido esquema "red-on-black" o "black-on-black" se ofrecía en la versión Championship White Platinum y Super Platinum Metallic Silver, mientras que el esquema black-on-black era solamente para el color Vivid Blue Pearl.
En octubre de 2008, el Civic recibió una ligera actualización, por ejemplo: las versiones estándar e híbridas tenían la defensa delantera del Type R, mientras que un nuevo diseño de calaveras, cambiaba las incrustaciones redondas por octágonos. El Type R también recibió nuevos colores disponibles, añadiendo Premium White Pearl, Premium Deep Violet Pearl y Crystal Black Pearl y suprimiendo el Vivid Blue Pearl.
En las pruebas de espalda con espalda el Type-R FD2, fue en promedio de un segundo más rápido que el Integra DC5 en el Circuito de Tsukuba y cuatro segundos más rápido en el tiempo Circuito de Suzuka.
En las pruebas de espalda con espalda en el Reino Unido en el programa Fifth Gear, el Type-R FD2 fue tres segundos más rápido que la versión equivalente FN2 del Reino Unido, alrededor del Castle Combe Circuit en mojado.
El Civic Type R FD2 fue lanzado oficialmente en el mercado de Malasia el 2 de agosto de 2007. Era la primera vez que un modelo JDM Type R fue lanzado fuera de Japón. Posteriormente, cesó su producción en agosto de 2010 a causa de no poder cumplir con el requisito de la Normativa europea sobre emisiones. Tras el éxito de introducir el Type R (FN2) Europeo en 2009, otro grupo de Type R FN2 con una pequeña actualización se puso a la venta en el otoño de 2010. El Type R FN2 tenía 197 HP (200 CV; 147 kW) vs. 225 CV (222 HP; 165 kW) del FD2 Tipo.

#### Civic Mugen RR (Honda ABA-FD2)

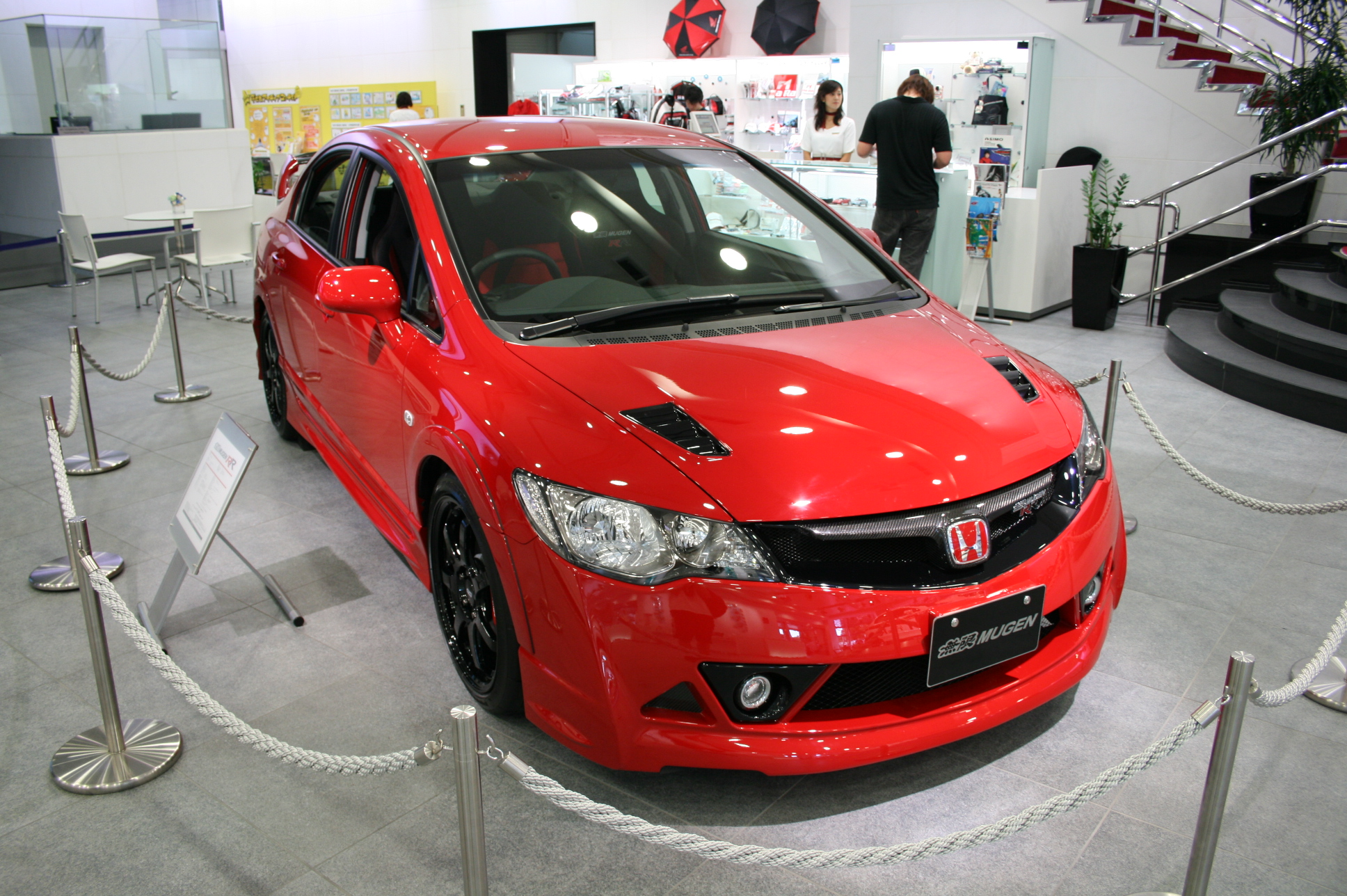
Civic Mugen RR en Japan

Además del Civic Type R, se produjeron para el mercado japonés 300 Civic RR Mugen Motorsports solamente en rojo, en los que se redujo el peso a 1255 kg (2767 lb), utilizando defensas de polímero reforzado con fibra de carbono y aluminio para el cofre. Tenía una potencia 240 CV (237 HP; 177 kW) a las 8000 rpm y 218 N·m (161 lb·pie) de par máximo a las 7000 rpm, logradas a través de piezas de Mugen, tales como árboles de levas, escape y la centralita electrónica. Otros artículos exclusivos que hacían de esta una pieza de coleccionistas, eran los asientos Recaro SP-X y otras piezas Mugen en el interior, mientras que equipaba rines especiales Mugen de serie. Esta versión costó 4 777 500 ¥ o US$38 750 (equivalente a $56 940 en 2023) y salió a la venta el 13 de septiembre de 2007.
Mugen también debutó con el Civic Type-RR Experimental Spec Concept Car en el Salón del Automóvil de Tokio, que contaba con el K20A de 2157 cm³ (2,2 L; 131,6 plg³) produciendo 260 CV (256 HP; 191 kW) y 237 N·m (175 lb·pie) de par máximo. El peso se redujo todavía más mediante un cofre de aluminio de 4,6 kg (10 libras), así como el nuevo sistema de escape de titanio de 7,6 kg (17 libras). El interior fue reemplazado con más partes de fibra de carbono. También contaba con un sistema de monitorización de condiciones Tire-Intelligent (i-TCMS) y asientos Recaro.
El concepto fue llamado más tarde Honda Civic Mugen RR Advanced Concept durante el Salón del Automóvil de Tokio de 2009, que tenía un peso de 1095 kg (2414 libras). El diámetro de los frenos de disco fue incrementado a 340 mm (13,4 pulgadas), con respecto a los 320 mm (12,6 pulgadas) en el Type R/RR.

#### Civic Mugen RC 2008

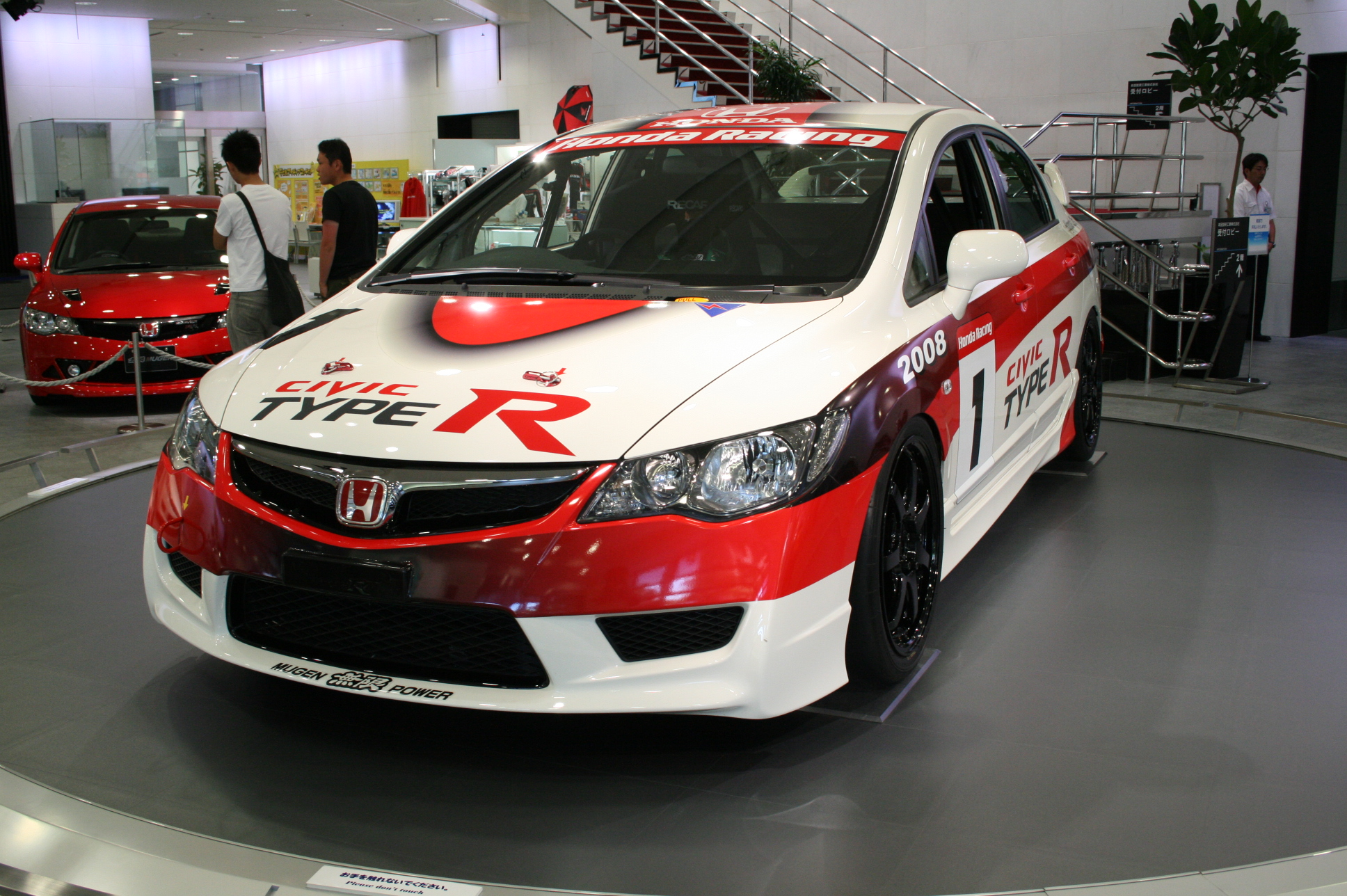
Mugen RC de 2008

Una versión de carreras enfocada para los aficionados amateur llamada Honda Civic Mugen RC, también se había producido al ser diseñado para el 2008 Honda Exciting Cup Civic One-Make Race-Civic Series. Se eliminaron todos las partes no esenciales, con la intención de reducir su peso y así prepararlo para su uso solamente en las carreras, por lo que no podía ser registrado para la carretera. Las partes omitidas incluían: diferencial de deslizamiento limitado helicoidal, asientos R Spec, volante de cuero, reposapiés de metal del piloto, bolsas de aire I-SRS del piloto y pasajero, faros delanteros HID, luces de freno led, aire acondicionado automático, sistema de llave remota, alarma e inmovilizador, seguros de puertas eléctricos, asientos del pasajero y traseros, todos los cinturones de seguridad, visores de sol y espejos de vanidad, consola central, alfombrillas, detalles del acabado interior y equipo de herramientas. Estaba equipado con la misma motorización K20A estándar del FD2, el cual venía con los siguientes modelos:
- BASIC: 6 247 500 ¥ o 5 950 000 ¥ + impuestos.
- STANDARD: 7 192 500 ¥ o 6 850 000 ¥ + impuestos. Se añadía un paquete Racing de rines Mugen CR de 18 pulgadas (45,7 cm) con neumáticos Yokohama, paquete de pastillas de freno delanteras + traseras, asientos tipo baquet firmados por Recaro, raíles de los asientos y volante con estuche, cinturón de seguridad TAKATA, parte interior de carbono opción A, con fibra de carbono en el suelo del copiloto, reposapiés, revestimiento de la puerta en BASIC.
- Completa: 7 822 500 ¥ o 7 450 000 ¥ + impuestos. Se añadía carbono interior opción B, parte de la consola central de carbono, cubierta del suelo y panel izquierdo, cubierta del pilar central, paquete de motor revisado y recalibrado.[24] Fue construido en la fábrica de Mugen M-TEC Mugen.[25]

### Chasis FN2 (versión europea)

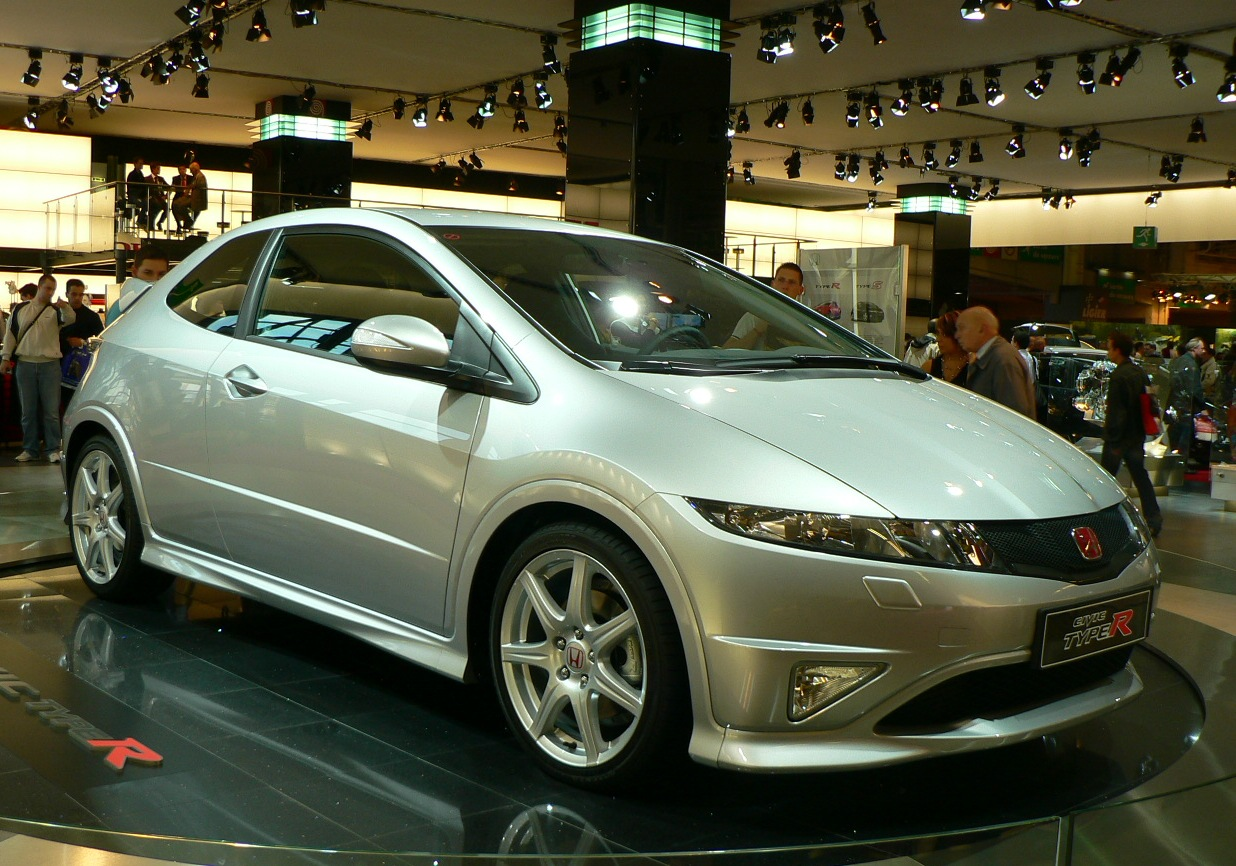
FN2 en el Salón del Automóvil de París 2006

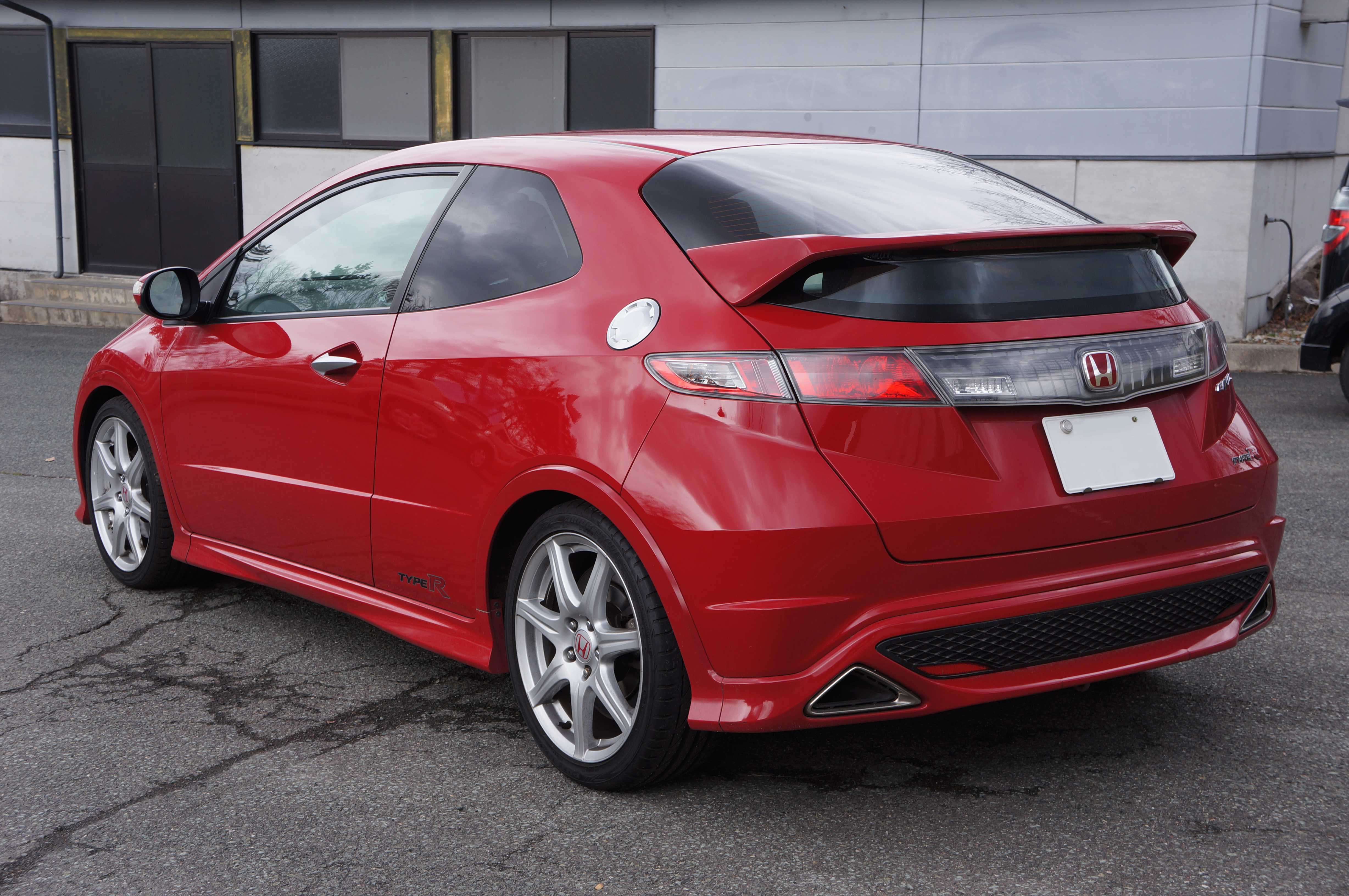
Vista trasera 3/4 en Japón

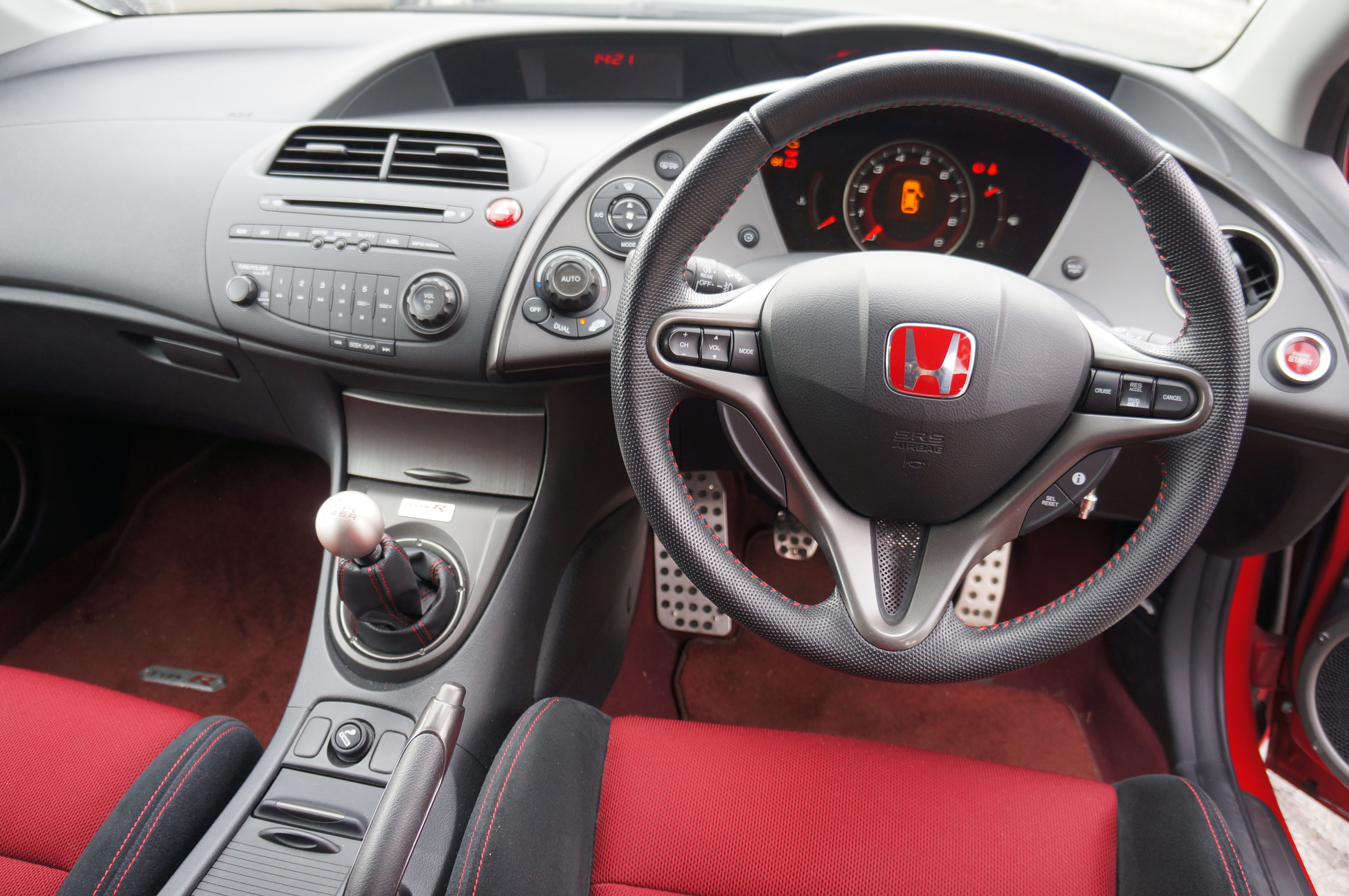
Interior

El Civic Type R del mercado europeo se ofrecía solamente como tres puertas de nuevo, utilizaba la plataforma del Honda Fit y un diseño interior diferente en particular la colocación del depósito de combustible bajo el asiento del conductor, que serviría de base para el siguiente Jazz europeo. La suspensión trasera se había cambiado a una de menor complejidad, por unas barras de torsión. El tren motriz era en gran medida el mismo que el modelo anterior, que ofrecía 201 CV (198 HP; 148 kW) a las 7800 rpm y 193 N·m (142 lb·pie) de par máximo a las 5600 rpm, con el 90 por ciento del par máximo disponible desde las 2500 rpm. Montaba rines de medidas 225/40 R18 pulgadas (45,7 cm) Bridgestone Potenza RE050A Y88, con opcionales de aleación "Rage alloys", en neumáticos Yokohama Advan Sport 225/35 ZR19 pulgadas (48,3 cm) 88Y. El coche tenía un peso en vacío de 1267 kg (2793 lb).
El precio de venta sugerido para el Civic Type R en 2007 era de 17 627 £ o alrededor de US$35 254 (equivalente a $51 803 en 2023) al tipo de cambio cuando salió. Sus emisiones de CO2 eran de 215 g (7,6 onzas)/km.

#### Versiones
El Type R GT incluía: climatizador de doble zona (izquierda y derecha independientes), limpiaparabrisas con sensor de lluvia, guantera refrigerada, faros automáticos con sensor crepuscular, faros antiniebla delanteros, espejos eléctricos plegables, control de crucero, bolsas de aire frontales y traseros tipo cortina. Todos los acabados venían en los mismos tres colores como el estándar FN2, y una nueva adición de la gama, en el deep sapphire blue pearl. A menudo los nombres y ajustes variaban, incluso dentro de los mercados locales, con la versión Heritage que reemplazaba a la versión GT en algunos de ellos, añadiendo faros xenón de luces HID a la gama. El acabado Heritage añade sistema de navegación con teléfono Bluetooth y reconocimiento de voz del sistema global de navegación por satélite y DVD. Una versión más radical llamada "Race" difería del Heritage por la eliminación de componentes, incluía HID, aire acondicionado, faros antiniebla, sistema de audio, aislamiento acústico, así como alguna bolsa de aire para reducir el peso a 40 kg (88,2 libras). Por último, junto con la revisión de 2009 a todos los de la 8.ª generación, los Civic EDM variaban, como por ejemplo: la adición de un puerto USB compatible con iPod, una edición especial llamada Championship White que venía en el color Eponyme Honda, además de rines de 18 pulgadas (45,7 cm) o 19 pulgadas (48,3 cm) Rage blancas opcionales. A esta edición se añadía un diferencial de deslizamiento limitado en exclusivo diferente al del modelo Heritage, que Honda promocionó en el Salón del Automóvil de París como ayuda al coche, reduciendo en más de un segundo de su tiempo de vuelta en Tsukuba. Además, los modelos fabricados desde el 1 de marzo de 2010 llevaban diferencial de deslizamiento limitado de serie.
La producción de esa generación del Civic Type R para el mercado europeo, terminó en octubre de 2010. El cuatro cilindros i-VTEC de 2.0 L no cumplía con las emisiones Euro V. En lugar de hacer uso de reingeniería en la unidad para cumplir las normas más estrictas que entraron en vigor en enero de 2011, el mercado del Reino Unido despidió al Type R y lo reemplazó a finales de 2011 por un modelo más nuevo que el Civic. Más de 12 000 unidades Type R se habían vendido en el Reino Unido desde enero de 2007 y, aunque los últimos coches del Reino Unido se vendieron en diciembre, la planta de Honda en Swindon continuaría construyendo el coche para los mercados de Australia, Oriente Medio y Sudáfrica. También se exportó a Japón y se comercializaba como Civic Type-R EURO en edición limitada en el otoño de 2010, después de una exitosa carrera en noviembre de 2009. Según Autocar, el Euro V de emisiones también causó la muerte del Alfa Romeo Brera 3.2 V6, Ford Focus ST, Mazda RX-8 y el motor V10 5.0 TDI del Grupo Volkswagen.

#### Australia
El Civic Type R FN2 estaba a la venta desde mediados de 2007.

#### Singapur
En Singapur, el Type-R FN2 Hatchback Euro se vendía bajo distribuidores autorizados, mientras que el FD2 Type-R sedán japonés se vendía por importadores locales.

#### Malasia
El FD2 Civic Type R fue lanzado oficialmente en el mercado de Malasia en agosto de 2007. Fue la primera vez que Honda lazara un Type R JDM fuera de Japón.

#### Japón
El FD2 sedán se vendía inicialmente en Japón, pero desde noviembre de 2009, Honda importaba el FN2 hatchback en unidades limitadas, unas 2010 aproximadamente, bajo el nombre Civic Type-R EURO. Un segundo grupo de 1500 unidades se importó a finales de 2010 debido a su gran éxito. Se añadió el color Crystal Black Pearl.

### Datos técnicos
| Distribución                          | DOHC 4 válvulas x cilindro (16 en total) accionadas por cadena de distribución, con i-VTEC                                      |
| Diámetro x carrera                    | 86 x 86 mm (3,39 x 3,39 pulgadas)                                                                                               |
| Relación de compresión                | 11.0:1, 11.5:1 y 11.7:1 |
| Alimentación                          | Inyección PGM-FI, atmosférico                                                                                                   |
| Potencia máxima                       | 201 CV (198 HP; 148 kW) @ 7800 rpm (FN2) 225 CV (222 HP; 165 kW) @ 8400 rpm (FD2) 240 CV (237 HP; 177 kW) @ 8000 rpm (Mugen RR) |
| Par máximo                            | 193 N·m (142 lb·pie) @ 5600 rpm (FN2) 215 N·m (159 lb·pie) @ 6100 rpm (FD2) 218 N·m (161 lb·pie) @ 7000 rpm (Mugen RR)          |
| Capacidad del depósito de combustible | 50 litros (13,2 galAm) |

| 1.ª   | 2.ª   | 3.ª   | 4.ª   | 5.ª   | 6.ª   | Reversa | Final |
| ----- | ----- | ----- | ----- | ----- | ----- | ------- | ----- |
| 3.266 | 2.130 | 1.517 | 1.147 | 0.921 | 0.738 | 3.583   | 5.062 |

## Cuarta generación (2015-2017)

### Primeras filtraciones y rumores

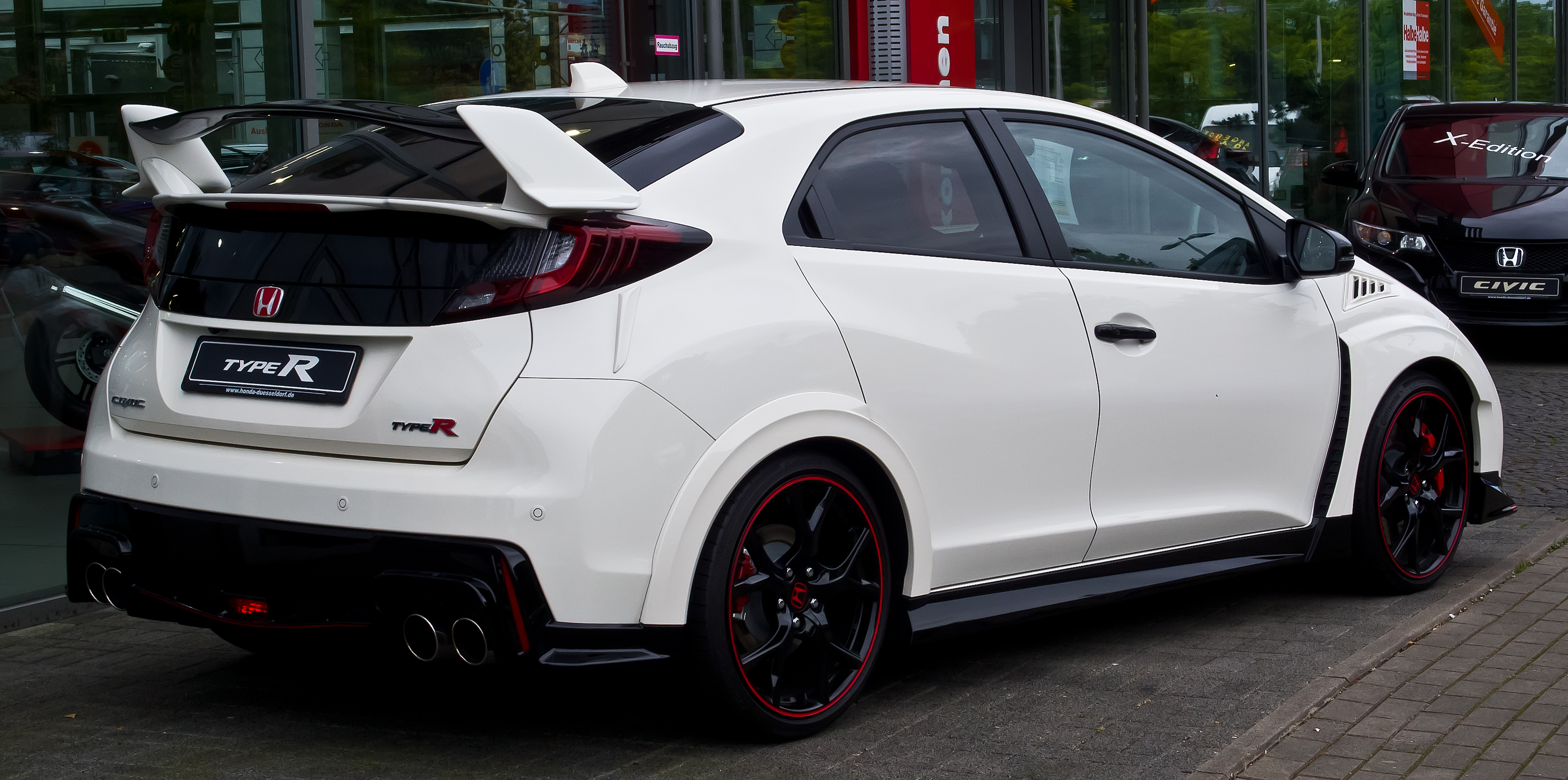
Vista trasera del rediseño en Düsseldorf el 29 de junio de 2016

La revista Autocar del Reino Unido informó que la cuarta generación del Cívic Type R para la producción, sería confirmada en el Salón del Automóvil de París 2012 en el mes de septiembre y se podría previsualizar en el Salón del Automóvil de Ginebra en marzo de 2013.
El 20 de septiembre de 2012, Honda anunció que la cuarta generación del Civic Type R, en efecto, estaría en proceso y sería lanzado en algún momento alrededor del año 2015, al mismo tiempo que el nuevo NSX. El fabricante también señaló que el objetivo del Civic Type R sería el coche de producción de tracción delantera más rápido en el circuito de Nürburgring. Takanobu Ito, citado en un artículo de Top Gear, señaló: "El próximo Civic Type-R es más que probable que se pase al turbo. Ito dijo que representaría a la "aplicación de las tecnologías desarrolladas a través de la participación de Honda en la Copa Mundial de Turismos (WTCC)". Esto no es solamente mercadotecnia, pero hablaban de que "el Civic usaría una motorización turbo de 1.6 litros", desarrollado en la participación de Honda en la especificación "motor mundial" de la Federación Internacional del Automóvil (FIA).

### Primeras imágenes y datos oficiales

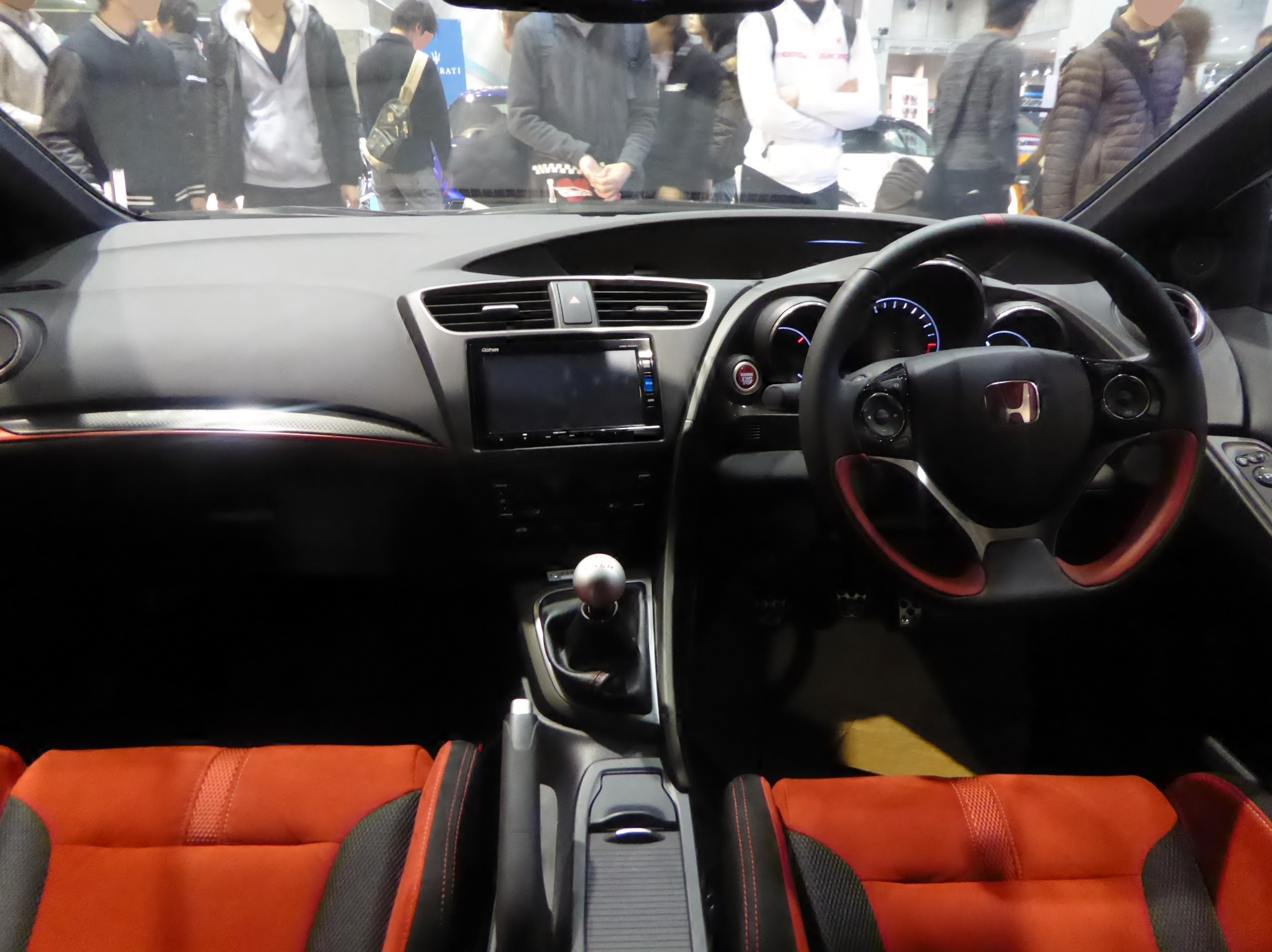
Interior en el Salón del automóvil de Osaka de 2016

El 19 de noviembre de 2013, se presentó de forma oficial con las primeras imágenes y detalles del modelo que sería lanzado en 2015, pero no se revelaba toda la información hasta el Salón del Automóvil de Tokio de 2014. La firma ha mostrado en su circuito de pruebas Mobility Resort Motegi de la Prefectura de Tochigi, Japón, la última versión del Civic Type-R que estaban desarrollando. El diseño todavía se mantenía camuflado, pero del apartado mecánico y rendimiento se comunicó que estaba siendo puesto a prueba como parte de un extenso programa que se realizaba a entre Nürburgring en Europa y Japón, antes de su lanzamiento en 2015.
La novena generación del Civic y la cuarta del Civic Type-R, será la primera en incorporar las nuevas motorizaciones VTEC Turbo desarrolladas por Honda bajo la serie "Earth Dreams Technology". Este cuatro cilindros K20c1 de 2.0 litros e inyección directa, desarrolla una potencia de 310 CV (306 HP; 228 kW) a las 6500 rpm y un par motor máximo de 400 N·m (295 lb·pie) a las 2500 rpm, sin que el corte de inyección llegue hasta las 7000 rpm. Sus características cumplen con la normativa EURO 6 que, según el fabricante, se esperaba que se convirtiera en líder de su categoría en cuanto a rendimiento y desempeño en el medio ambiente natural y que pudiera hacerse con el título de "Coche de tracción delantera de producción más rápido de Nürburgring".
A finales del 2013, durante unas pruebas llevadas a cabo en el circuito de Nürburgring, Alemania, el piloto del Campeonato Mundial de Turismos (WTCC), Gabriele Tarquini, dijo sobre el modelo en desarrollo tras su prueba: "El coche y sus características son fantásticas. He quedado realmente impresionado de la potencia y del par motor, también de la puesta a punto que han logrado. Cambia muy rápido de dirección", "Está muy cerca de mi coche de carreras, realmente se siente el ADN del Type R, sin duda", destacó el piloto.

### Características

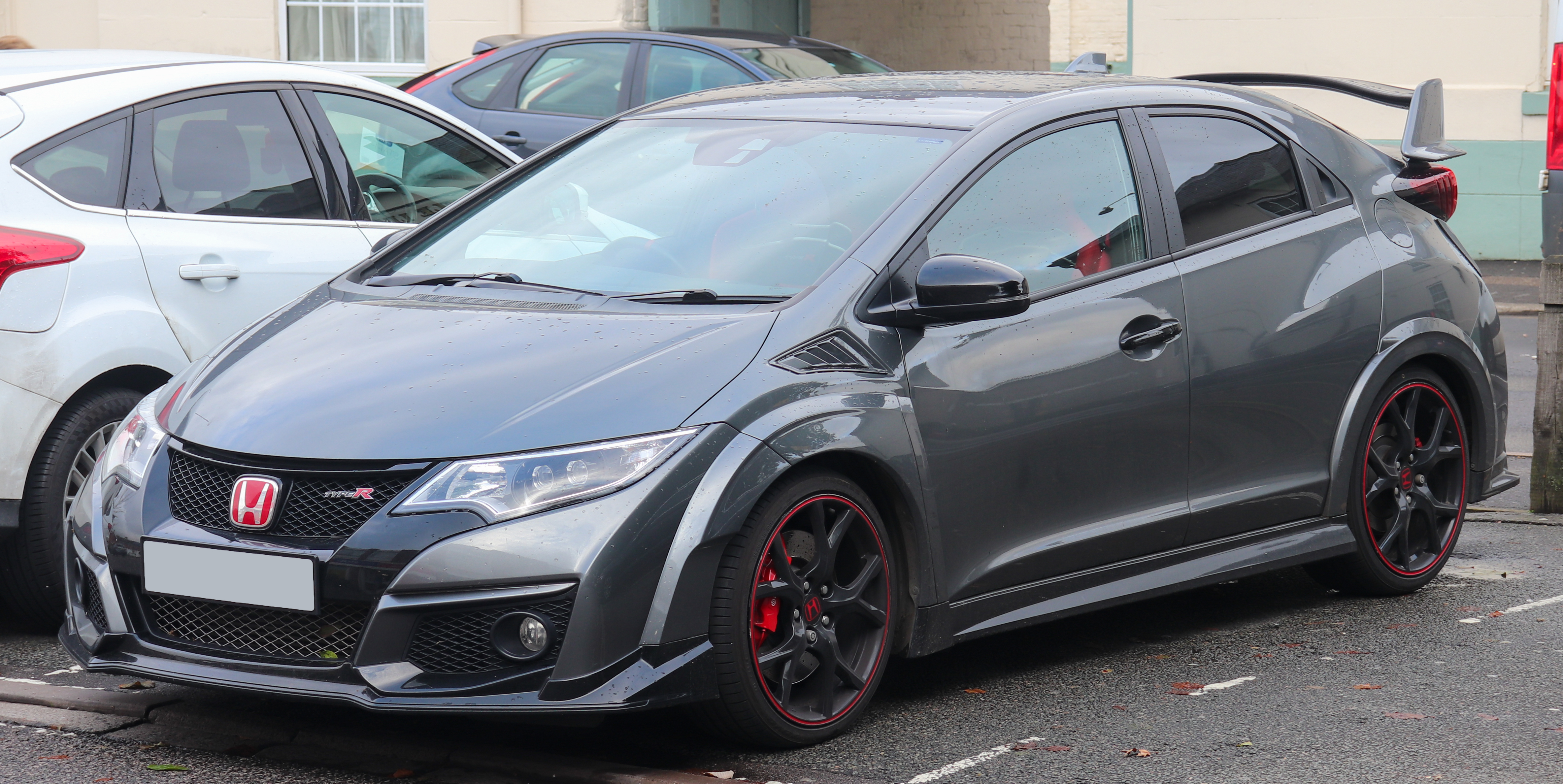
Modelo 2017

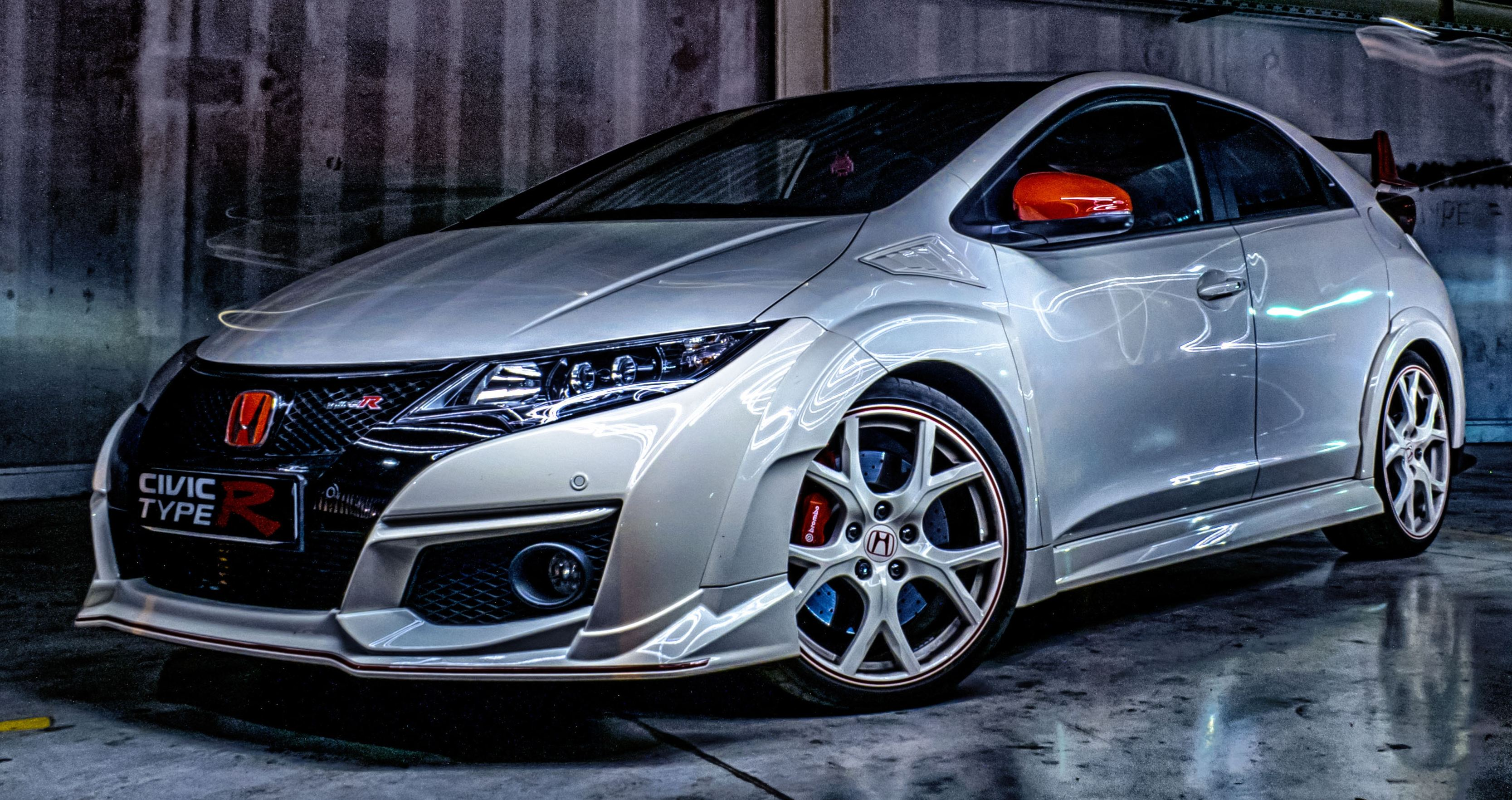
White Edition

En cuanto a su desempeño, acelera de 0 a 100 km/h (62 mph) en 5.7 segundos y alcanza una velocidad máxima de 270 km/h (168 mph), con una caja de cambios manual de seis velocidades. Se ha trabajado mucho en la aerodinámica para mantenerlo pegado al asfalto, especialmente cuando pasa de 250 km/h (155 mph). Para eso ha pasado muchas horas en el túnel de viento de Sakura (Chiba), Japón, donde también se ha desarrollado el motor del McLaren MP4-30. El faldón delantero cambia sus formas considerablemente y el alerón trasero de gran tamaño se ha mantenido casi inalterado respecto al prototipo, el cual destaca por los apéndices casi paralelos al suelo en los extremos, con lo que genera apoyo aerodinámico necesario a altas velocidades y en curvas rápidas.
Su diseño destaca en la parte superior de las aletas delanteras, donde tiene unas aberturas que permiten eliminar el calor que se genera en el vano motor, junto con la parte trasera con unas aletas en una zona por donde se extrae el calor de forma natural.
Montaba unos neumáticos especialmente desarrollados de medidas 235/35 R 19 pulgadas (48,3 cm), con frenos de disco de alto rendimiento de 350 mm (13,8 pulgadas) firmados por Brembo, de cuatro pistones para el eje delantero. Los colores disponibles eran: blanco, plata, azul o rojo.
En su interior, la combinación de partes en color rojo y otras en color negro es una constante. La palanca selectora es de aluminio, cuyos movimientos son cortos y precisos, estando situada muy cerca del volante. Tiene un botón con la inscripción "+R" que hace que la respuesta del motor sea más inmediata, que la dirección esté menos asistida y que la suspensión adaptativa se sitúe en una posición un 30% más rígida, ayudando a que sea idóneo para el circuito. El GT Pack no es solamente una mejora a nivel mecánico, sino que incluye diversos elementos para mejorar el confort a bordo, incluyendo también sensores de estacionamiento delanteros y traseros, luces y limpiaparabrisas automáticos, navegador Garmin integrado con cinco años de actualizaciones gratuitas de mapas y climatizador dual. El GT Pack también incluye el aviso de colisión frontal, de cambio de carril involuntario, el sistema de reconocimiento de señales de tráfico y el aviso de ángulo muerto, así como el sistema de frenado activo en ciudad.
Cuenta con suspensión adaptativa, con una rótula adicional en la dirección que permite reducir el par de giro en un 50% respecto al Civic convencional. La suspensión trasera se basa en una barra de torsión achatada y en forma de "H", que aumenta la rigidez torsional en un 180%, para ser más ágil y estable.
También se ofrecen opcionalmente algunas asistencias de conducción, tales como: el sistema City-Brake Active, sensores de reversa delanteros y traseros, sensores de luz y de lluvia, sistema de infoentretenimiento Honda Connect y sonido prémium con ocho bocinas de 320 W (0,4 CV).

### Datos técnicos
| Distribución                          | DOHC 4 válvulas x cilindro (16 en total), con i-VTEC |
| Diámetro x carrera                    | 86 x 85,9 mm (3,39 x 3,38 pulgadas)                  |
| Relación de compresión                | 9.8:1                                                |
| Alimentación                          | Inyección directa, turbo con intercooler             |
| Potencia máxima                       | 310 CV (306 HP; 228 kW) @ 6500 rpm                   |
| Par máximo                            | 400 N·m (295 lb·pie) @ 2500 a 4500 rpm               |
| Emisiones de CO2                      | 170 g (6 onzas)/km (ciclo NEDC)                      |
| Sistema de lubricación                | Cárter húmedo                                        |
| Capacidad del depósito de combustible | 50 litros (13,2 galAm)                               |

## Quinta generación (2017-2021)

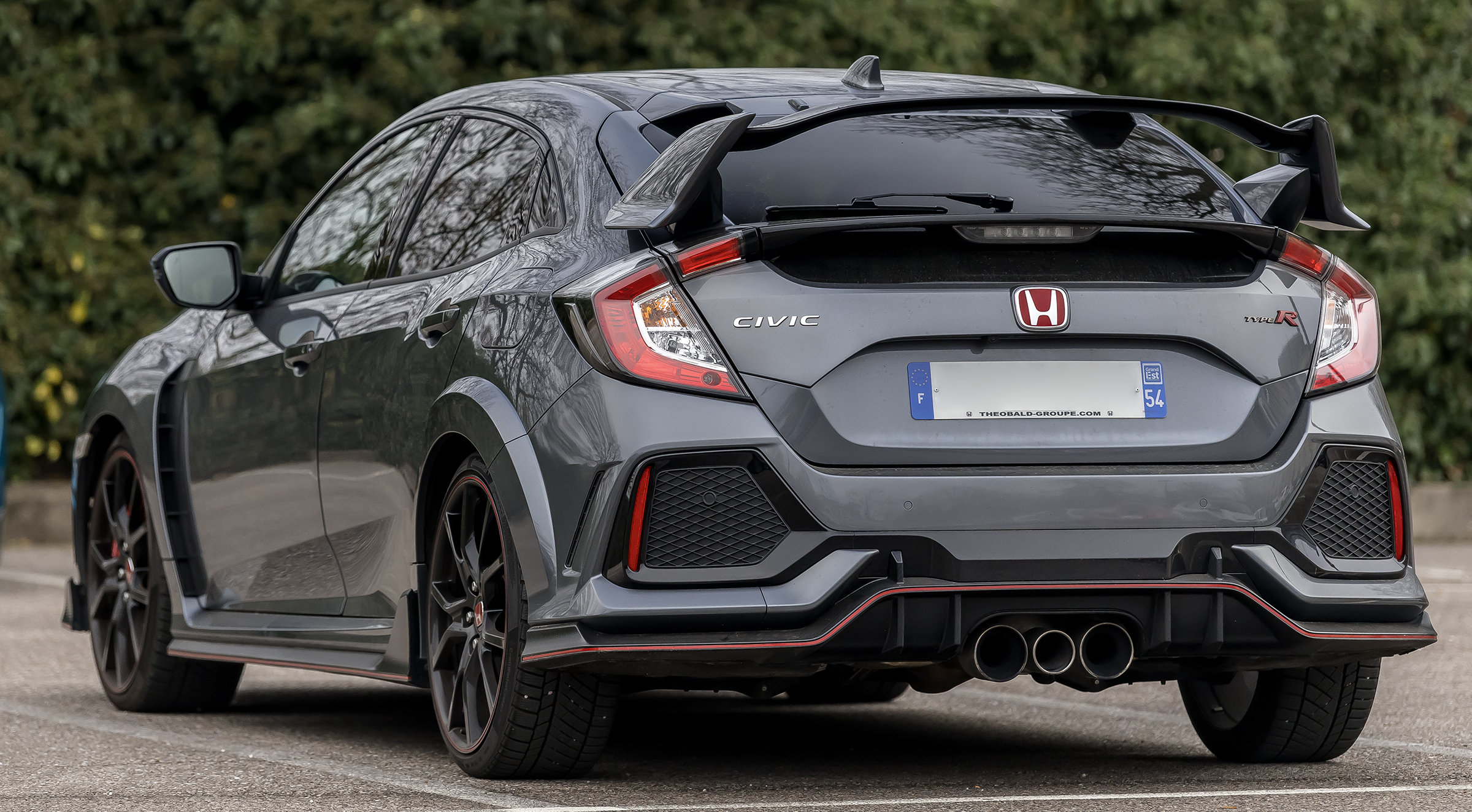
Vista trasera del modelo 2017-2019 en Francia

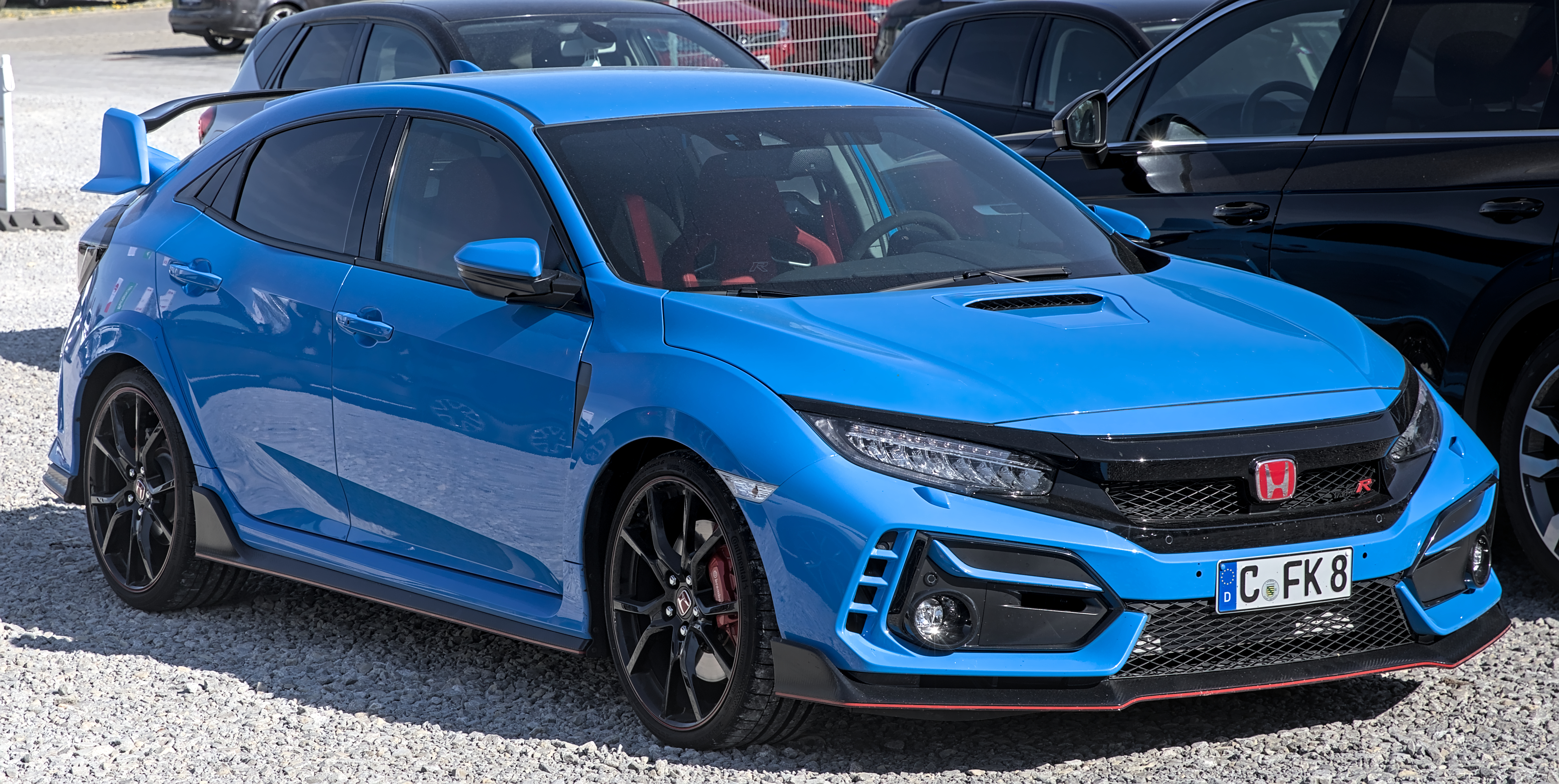
Rediseño de 2020

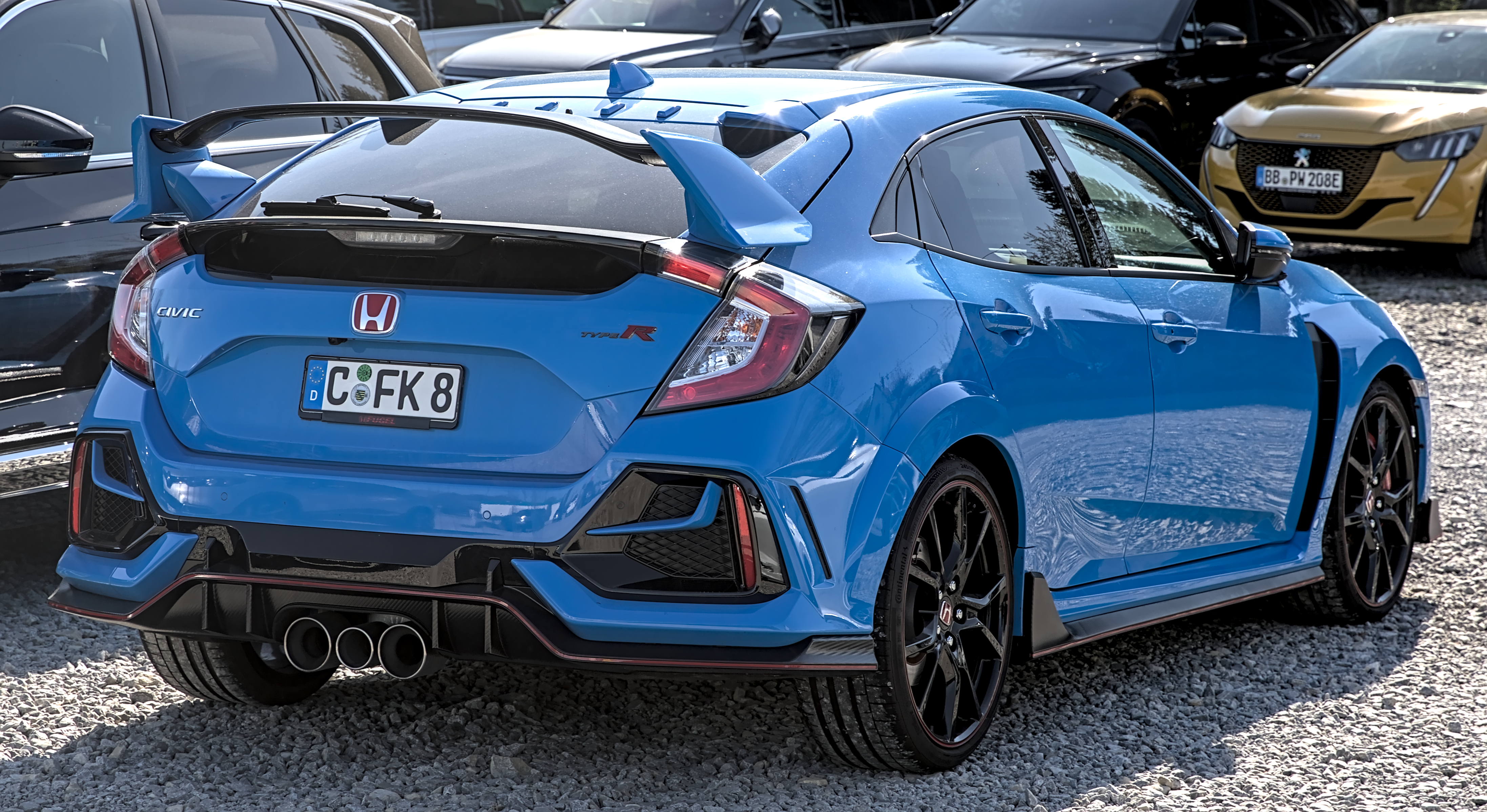
Vista trasera

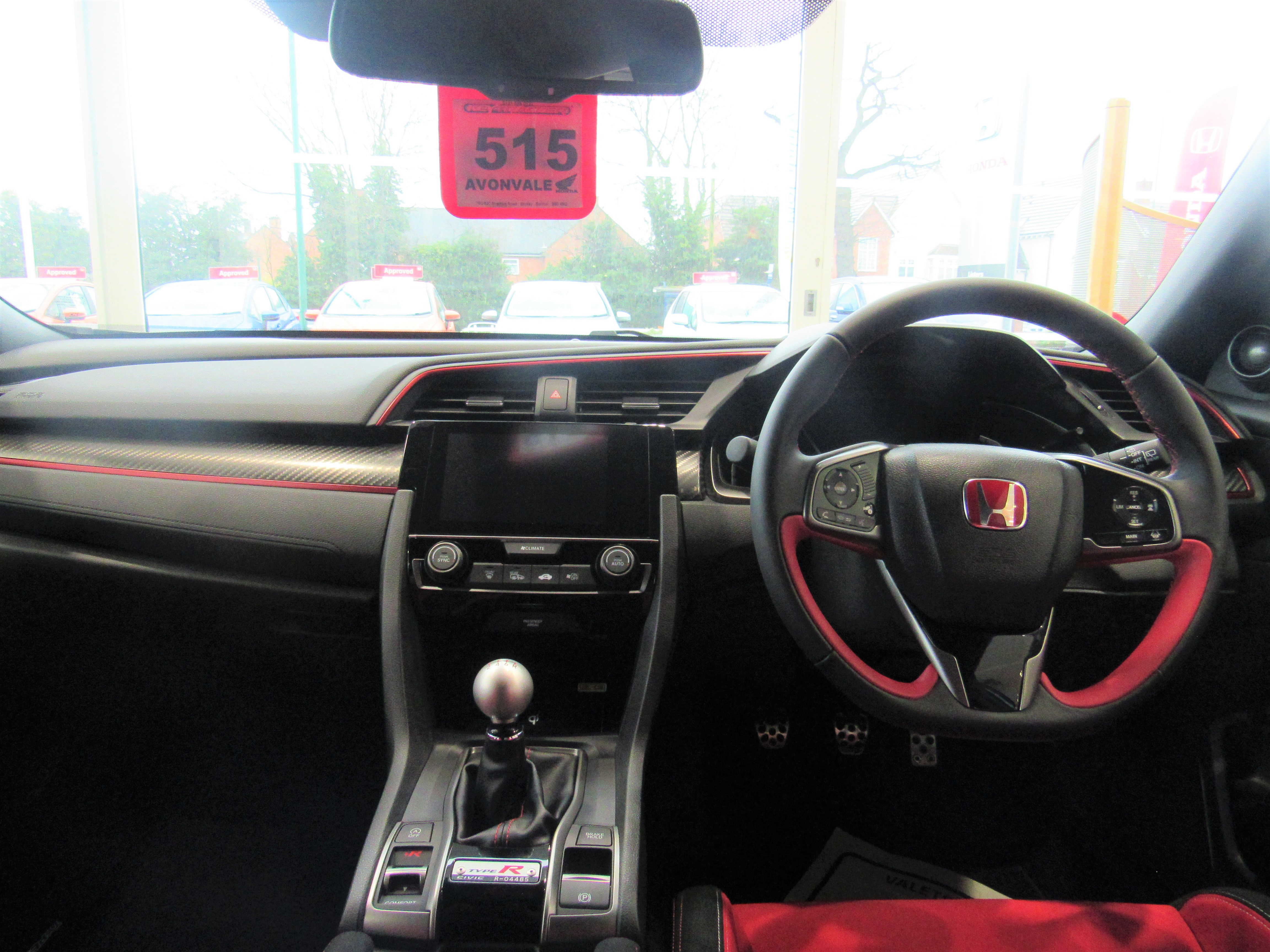
Interior del modelo 2017

La quinta generación del Type R es el tope de gama del Honda Civic. Ha sido rediseñado completamente y lo consigue con un aspecto extremadamente agresivo, tracción delantera y una potente motorización de 320 CV (316 HP; 235 kW). En cuanto a su equipamiento de serie, es el mismo que en el resto de la gama Civic. Fue presentado en el Salón del Automóvil de Ginebra de 2017, con algunos cambios con respecto a la versión anterior. Es todavía más ligero, con un peso total de 1380 kg (3042 libras), contrastando con su tamaño. Esta reducción de peso se ha logrado gracias a la utilización de aluminio en partes importantes, como el cofre. También presenta un prominente alerón trasero, nuevas defensas con enormes entradas de aire y el triple escape centrado en la parte trasera. A esto hay que sumarle los últimos avances en asistencia a la conducción y seguridad, ya que equipa la última versión del sistema Honda Sensing, así como tecnologías en materia de infoentretenimiento. Está disponible hasta en seis distintos colores del exterior.
Parte de una nueva plataforma y se sustenta en un chasis 16 kg (35 libras) más ligero y un 37% más rígido. Además, presenta un centro de gravedad más bajo, mientras que el reparto de pesos se ha equilibrado un poco más, derivándose el 62.5% al eje delantero y el 37.5% al trasero, comparado con el anterior de 65/35. También se agrega una nueva suspensión multibrazo trasera, que sustituye al anterior eje torsional, sin olvidar el trabajo aerodinámico realizado, con lo que es capaz de generar más carga aerodinámica. El eje delantero tiene un diferencial autoblocante mecánico y por un sistema de reparto selectivo del par. Los neumáticos son Continental SportContact 6, con 245 mm (9,6 pulgadas) de anchura y 30 mm (1,2 pulgadas) de perfil, junto con unos frenos de disco en las cuatro ruedas firmados por Brembo, con sistema antibloqueo de ruedas (ABS) y reparto electrónico de frenada (EBD), para evitar derrapes. También cuenta con las asistencias de control de estabilidad y el control de tracción, para poder realizar maniobras difíciles, así como el moderno sistema de asistencia de arranque en pendiente y el freno de estacionamiento eléctrico. Al tomar las curvas, la carrocería no balancea y la dirección directa y de tacto firme, resulta muy precisa.
Su equipamiento de serie incluye: asientos de tipo baquet con reposacabezas integrado, pomo y pedales metalizados, placa con número de serie, alerón trasero fijo, suspensión adaptativa, control dinámico de la conducción con tres programas, Honda Sensing: sistemas de alerta por cambio involuntario de carril LKAS y de control del ángulo muerto y asistente de frenada de emergencia automática CMBS, faros con tecnología led y luces de marcha diurna con función de encendido y apagado automático, Honda CONNECT con navegador Garmin y sensores de estacionamiento delanteros y traseros.
También cuenta con tomas de aire en la parrilla, justo por ambos lados de los faros de niebla. De igual manera el cofre tiene uno en medio para asegurar el pronto enfriamiento del motor. Las entradas de aire en los laterales son consideradas como accesorios y no vendrían incluidos en el modelo general. Al igual que el alerón, los dos vórtices en el techo, contribuyen al desempeño en altas velocidades y le dan un aspecto fuera de lo común.
El 3 de abril de 2017, se convirtió en el vehículo de tracción delantera que más rápido completó una vuelta en el famoso circuito del "Infierno Verde" de Nürburgring Nordschleife de 20,7 km (12,9 millas), con un tiempo de 7 minutos y 43.80 segundos, mientras que la anterior generación tiene el mejor tercer tiempo del circuito. Con esto ha logrado superar el récord anterior de 7:49.21 impuesto en 2016 por el Volkswagen Golf GTI Clubsport S, que a su vez se lo había arrebatado precisamente al Type R de la generación anterior.
Su producción se realiza en la planta de Swindon, al sur del Reino Unido. De ahí salen todas las unidades producidas del Type R, incluyendo por primera vez a los Estados Unidos como nuevo mercado objetivo.
En su interior, tiene dos pantallas de 7 pulgadas (17,8 cm), una para la instrumentación digital y otra para el sistema de infoentretenimiento, siendo esta última táctil. Mejora el confort al contar con renovados asientos deportivos con sujeción total, una suspensión más suave y mejor insonorización, así como mayor amplitud. Su maletero con 420 L (14,8 pies cúbicos) de carga, puede llegar hasta los 1209 L (42,7 pies cúbicos) si se abaten los asientos traseros. Cuenta con tres modos de conducción: Confort, Sport y +R, que modifican automáticamente la respuesta del cambio de marchas, acelerador, dirección o suspensión. Las puertas y el panel de instrumentos presentan acabados de tipo carbono y tienen detalles en rojo como todo el interior. Se incluye una cámara de reversa con tres ángulos de visión y pautas dinámicas, donde la imagen de esta cámara se visualiza en la consola central con unas líneas que guiarán el camino para estacionarse más fácilmente.
Cuenta con la misma motorización que su predecesor, aunque se le han realizado algunas modificaciones que han incrementado su potencia en 10 CV (7,4 kW) más, entregando un total de 320 CV (316 HP; 235 kW) y un par máximo de 400 N·m (295 lb·pie), acoplado a una transmisión manual de seis velocidades muy precisa y con una palanca con recorridos muy cortos, que cuenta con una función automática para la maniobra de punta tacón. Con lo todo lo anterior, logra una mejor aceleración de entre todas las demás opciones, alcanzando los 100 km/h (62 mph) en 5.7 segundos y una velocidad máxima de 272 km/h (169 mph). Además, homologa un consumo medio de 7,7 L/100 km (13,0 km/L; 30,6 mpgAm), aunque a ritmos normales puede estar en el orden de los 8,5 L/100 km (11,8 km/L; 27,7 mpgAm). Sus emisiones de CO2 son de 176 g (6,2 onzas)/km, cumpliendo con la normativa Euro 6.
Está disponible en dos versiones: el nivel de acceso Type R y el Type R GT. En el primero, ofrece de serie rines de aluminio de 20 pulgadas (50,8 cm), faros en led, asientos deportivos con inserciones en suede de color rojo y reposacabezas integrado, triple escape colocado en posición central, suspensión delantera y trasera adaptativa con sensor, pedales y pomo de cambio deportivos metálicos, sistema de seguridad activa Honda Sensing, tres modos de conducción diferenciados y cristales semientintados.
La versión GT añade navegador Honda CONNECT con Garmin, sensores de estacionamiento delanteros y traseros, alerta por tráfico cruzado, detector de ángulos muertos y cargador inalámbrico.

### Datos técnicos
| Distribución                          | DOHC 4 válvulas x cilindro (16 en total), con i-VTEC |
| Diámetro x carrera                    | 86 x 85,9 mm (3,39 x 3,38 pulgadas)                  |
| Relación de compresión                | 9.8:1                                                |
| Alimentación                          | Inyección directa, turbo con intercooler             |
| Potencia máxima                       | 320 CV (316 HP; 235 kW) @ 6500 rpm                   |
| Par máximo                            | 400 N·m (295 lb·pie) @ 2500 a 4500 rpm               |
| Emisiones de CO2                      | 176 g (6,2 onzas)/km (ciclo NEDC)                    |
| Sistema de lubricación                | Cárter húmedo                                        |
| Capacidad del depósito de combustible | 46 litros (12,2 galAm)                               |

## Sexta generación (2022-presente)

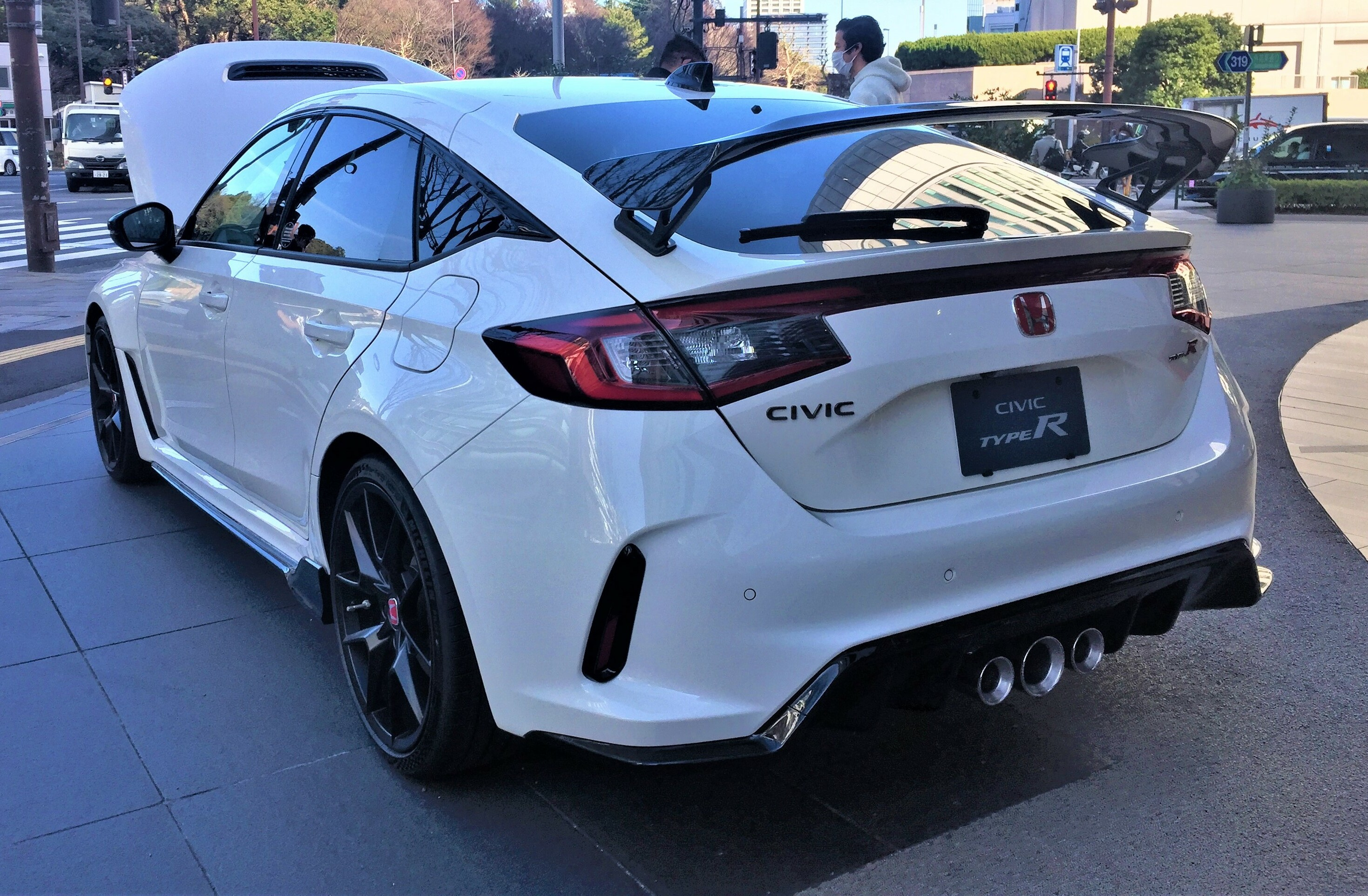
Vista trasera

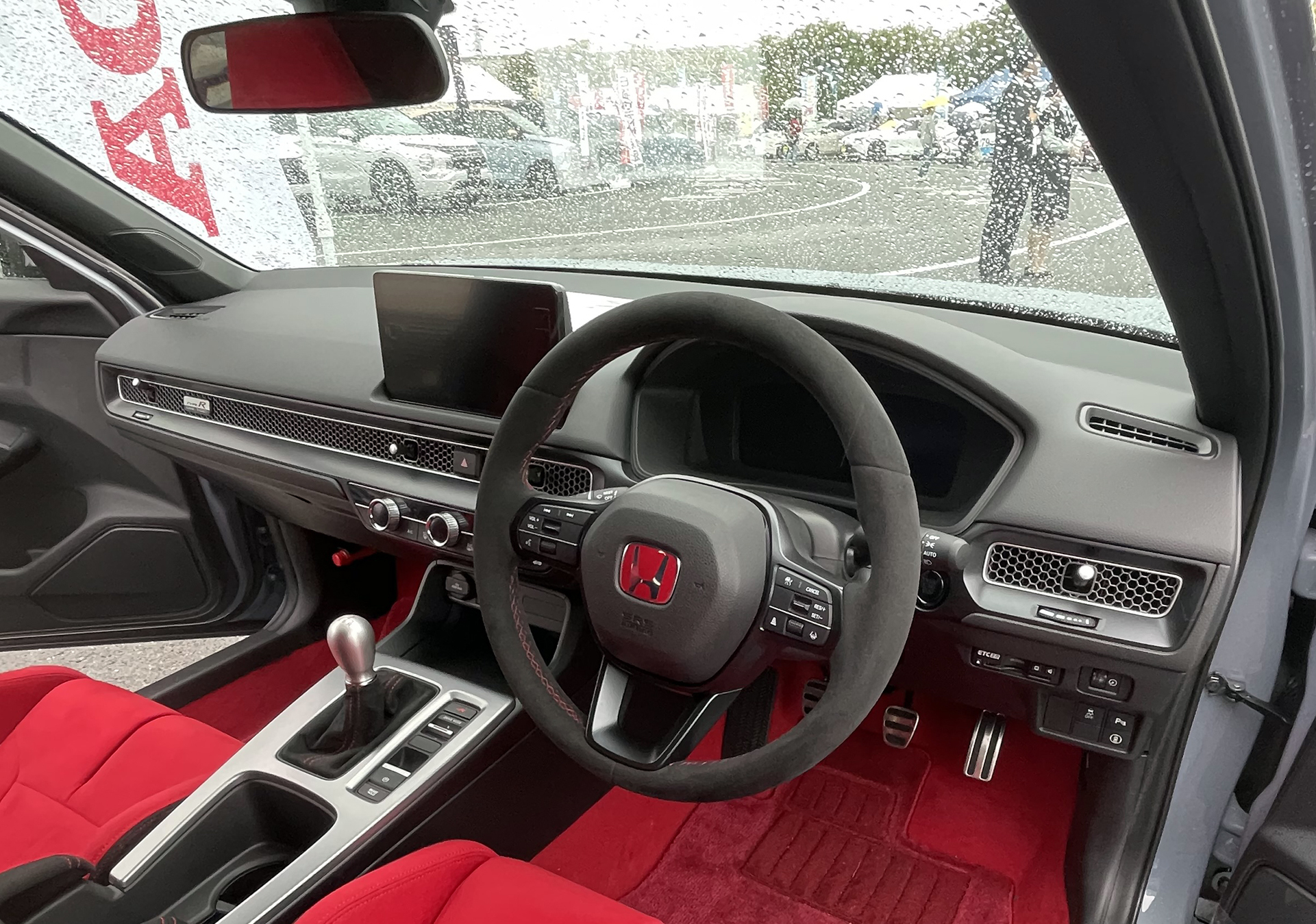
Interior

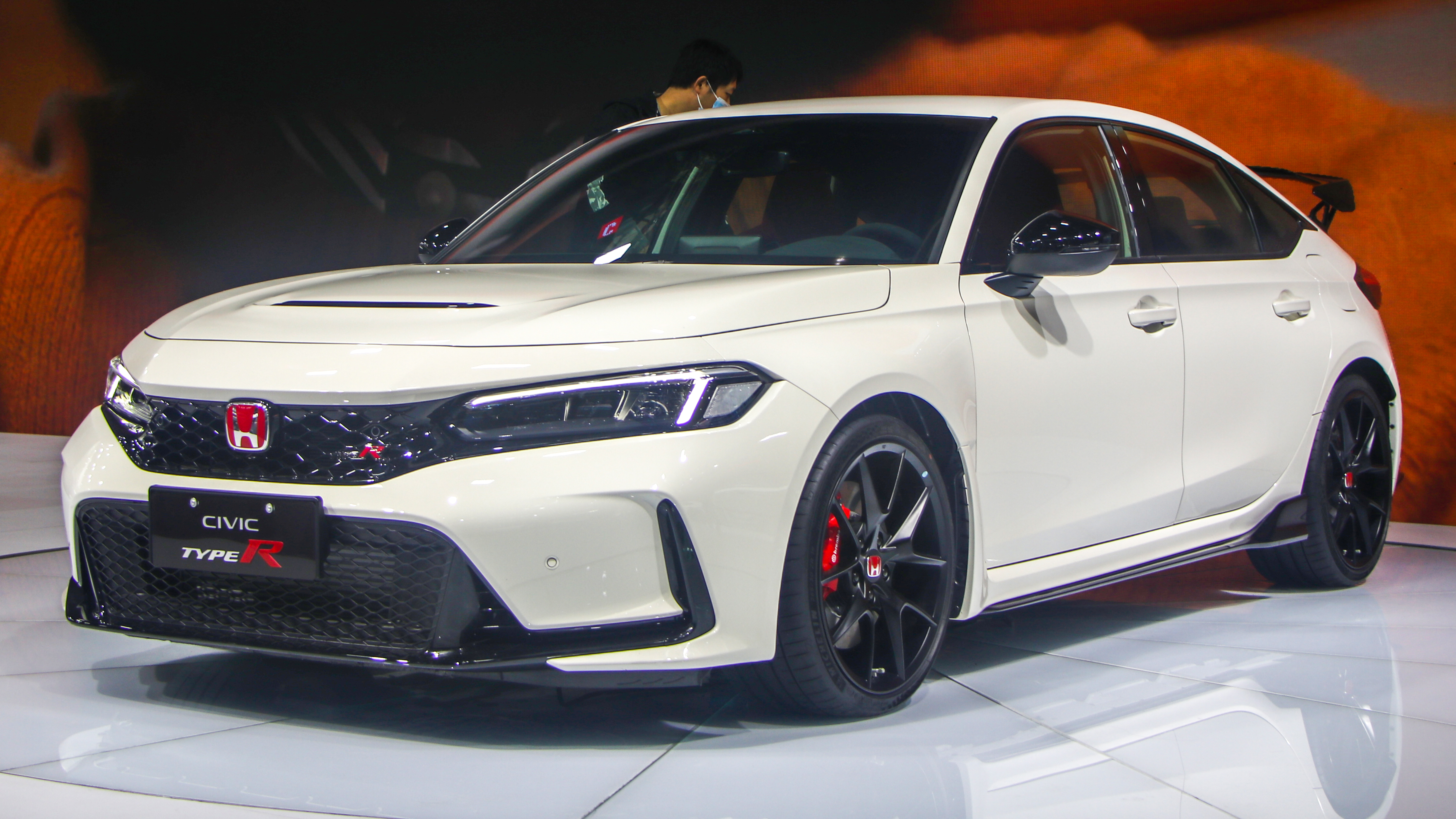
En el Salón del automóvil de Cantón (China) de 2022

Se ha confirmado oficialmente que esta nueva generación del Civic volvería a contar con una versión deportiva Type R. Probablemente será la última versión deportiva alimentada exclusivamente por gasolina. Es muy improbable que esta variante deportiva cuente con asistencia eléctrica, pero según las declaraciones de la compañía, llegaría casi al mismo tiempo que el futuro Civic e:HEV híbrido, ya confirmado para el otoño de 2022.
Se habían develado imágenes oficiales de la nueva generación del Civic Type R, en esa ocasión en el famoso circuito japonés de Suzuka, donde continuaba llevando a cabo su desarrollo en pista. También se especulaba que sería mucho más discreto y sutil que el modelo anterior. Algunos rumores aseguraban que podría tener un sistema híbrido, acompañado del mismo cuatro cilindros de 2.0 litros turboalimentado de su predecesor.
Su debut ha coincidido con la celebración de sus primeros 25 años y estaría disponible en Europa a principios de 2023. Entre alguno de sus logros, destaca haber batido el récord de vuelta rápida de un compacto de tracción delantera en el circuito de Suzuka. Ha sido desarrollado bajo el concepto de crear el "Deportivo Definitivo 2.0”, con un diseño cuya imagen es más baja y ancha, incluyendo rines de aleación de 19 pulgadas (48,3 cm) en negro mate y unos neumáticos Michelin Pilot Sport 4S hechos especialmente a la medida.
Su diseño exterior al estar basado en la 11.ª generación del Civic estándar, presenta nuevos elementos como las defensas delanteras y traseras, así como unas puertas traseras y pasos de rueda desarrollados exclusivamente para este modelo, que aportan beneficios a la aerodinámica. La parrilla es más grande y más baja para una función aerodinámica, debido a que maximiza el flujo de aire hasta la planta motriz y se integra en el nuevo cofre, el cual incorpora una salida de aire, igualmente para maximizar el flujo de aire alrededor de la parte delantera. Los spoilers laterales situados detrás de las ruedas delanteras y un difusor trasero de mayor tamaño, está integrado en la parte baja. El spoiler trasero ayuda más a la generación de carga aerodinámica y su ángulo se ha desplazado un poco más atrás para eliminar la resistencia del aire. También incluye nuevos soportes de aluminio fundido al estar en una posición más baja, aunque con una mayor anchura con respecto al modelo anterior. Los colores exteriores de la carrocería están disponibles en el cásico "Championship White" (blanco), añadiéndose también "Rallye Red" (rojo), "Racing Blue" (azul perlado), "Crystal Black" (negro) y "Sonic Grey Pearls" (gris perlado).
Su interior está definido como "inmersivo" y orientado sobre todo hacia el conductor, quien está sentado en una posición más baja que antes, con una mayor visibilidad del cofre que también está más bajo, a fin de minimizar los puntos ciegos. Los asientos deportivos delanteros son más ligeros y con tapicería en color rojo con efecto de ante, para los asientos y las alfombrillas. El volante incluye un emblema en color rojo y el pomo de la palanca repite el aluminio cepillado, pero no la misma forma esférica, optando por un diseño más ergonómico. Destaca también la doble pantalla para el panel de instrumentos e infoentretenimiento y una placa con el grabado "Type R" sobre el tablero a la altura del pasajero.
La idea de añadir una parte eléctrica, también radica en que se quieren mantener las prestaciones y esencia del deportivo en forma híbrida. Además, se ha mencionado que la plataforma actual puede soportar la electrificación, aunque descartan una variante 100% eléctrica, dejando abierta la posibilidad de una opción de vehículo híbrido eléctrico enchufable más adelante. Mientras tanto, su motorización K20 es la misma que su predecesor, aunque con un turbocompresor revisado con un alojamiento compacto para mejorar su eficiencia. El número y la forma de las aspas de la turbina se han optimizado para aumentar la potencia y mejorar el flujo de aire. Gracias a esto, se ha logrado que sea el motor VTEC turbo más potente de la historia del Type R.
El sistema de escape de triple salida también se ha rediseñado para mejorar la relación peso a potencia, destacando el difusor trasero, con lo que también han mejorado el par máximo y la velocidad máxima de la generación anterior del Type R. La transmisión manual también se ha mejorado, incorporando una palanca de gran rigidez, además de un sistema revisado de adecuación de las revoluciones con aceleración automática, la cual garantiza un ajuste de las revoluciones al reducir las marchas, contribuyendo así a mejorar el comportamiento en las curvas. En cuanto a los frenos, son firmados por Brembo con los mismos discos de la generación anterior, añadiéndose un nuevo radiador para mejorar la refrigeración. Por otra parte, el piloto puede escoger entre seis ajustes de rendimiento predefinidos, con los que se seleccionan distintos modos, tales como: "Comfort", "Sport" y "+R", agregándose uno nuevo llamado "Individual". Los rines son de 19 pulgadas (48,3 cm) en color negro mate, con un nuevo juego de neumáticos con un ancho de 265, pero conservando el perfil 30.

### Especificaciones
| Presión de sobrealimentación        | 23,3 psi (1,6 bar; 160,6 kPa)                                                                              |
| Diámetro x carrera                  | 86 x 85,9 mm (3,39 x 3,38 pulgadas)                                                                        |
| Relación de compresión              | 9.8:1 |
| Distribución                        | DOHC 4 válvulas x cilindro (16 en total) con VTEC                                                          |
| Alimentación                        | Inyección directa turbo con intercooler                                                                    |
| Potencia máxima                     | 320 CV (316 HP; 235 kW) @ 6500 rpm (América del Norte) 330 CV (325 HP; 243 kW) @ 6500 rpm (Japón y Europa) |
| Par máximo                          | 310 lb·pie (420 N·m) @ 2600-4000 rpm                                                                       |
| Corte de inyección (línea roja)     | 7000 rpm                                                                                                   |
| Capacidad del tanque de combustible | 12,4 galAm (47 litros)                                                                                     |
| Distribución de peso                | 62% delantero y 38% trasero                                                                                |

| 1.ª   | 2.ª   | 3.ª   | 4.ª   | 5.ª   | 6.ª   | Reversa | Final |
| ----- | ----- | ----- | ----- | ----- | ----- | ------- | ----- |
| 3.625 | 2.115 | 1.529 | 1.125 | 0.911 | 0.734 | 3.757   | 3.842 |